# حرب مرتفعات قره باغ الثانية
حرب مرتفعات قرة باغ 2020  أسماها الأذريون باسم عملية القبضة الحديدية (بالأذرية: Dəmir Yumruq əməliyyatı)، هو نزاع مسلح بين أذربيجان بدعم من تركيا، وجمهورية أرتساخ المدعومة من أرمينيا، أرتساخ نصبت نفسها في منطقة مرتفعات قرة باغ المُتنازع عليها مع أذربيجان والأراضي المحيطة و كان هذا التصعيد الأخير للنزاع الذي لم يتم حله على منطقة يعترف بها العالم بأنها جزء من أذربيجان، ولكن حكمتها أرتساخ لفترة من الوقت، وهي دولة انفصالية ذات أغلبية عرقية أرمنية.
بدأت الاشتباكات صباح يوم 27 سبتمبر 2020 على طول خط التماس مرتفعات قرة باغ الذي أنشئ في أعقاب حرب ناغورني قره باغ (1988-1994). ورداً على ذلك فرضت أرمينيا وأرتساخ الأحكام العرفية والتعبئة العامة، بينما فرضت أذربيجان الأحكام العرفية وحظر التجول والتعبئة الجزئية. قدمت تركيا دعمًا عسكريًا لأذربيجان، على الرغم من الخلاف حول مدى هذا الدعم. يُعتقد أن تورط تركيا كان محاولة لتوسيع دائرة نفوذها، من خلال زيادة مكانة أذربيجان في الصراع وتهميش نفوذ روسيا في المنطقة.
بدأ القتال بتقدير المحللين الدوليين بهجوم أذربيجاني، بهدف استعادة مناطق قليلة الوعورة جنوب كاراباخ، والتي كان الاستيلاء عليها أسهل من المناطق الداخلية المحصنة جيدًا. وتميزت الحرب بنشر طائرات بدون طيار وأجهزة استشعار ومدفعية ثقيلة بعيدة المدى وضربات صاروخية، فضلاً عن دعاية الدولة واستخدام حسابات وسائل التواصل الاجتماعي الرسمية في حرب المعلومات على الإنترنت. لم تتجاوز خسائر كلا الجانبين بضعة آلاف. وأدانت الأمم المتحدة ودول عديدة القتال بشدة ودعت كلا الجانبين إلى تهدئة التوتر واستئناف مفاوضات ذات مغزى دون تأخير. وقد كانت هناك ثلاث اتفاقات لوقف إطلاق النار توسطت فيها روسيا وفرنسا والولايات المتحدة، إلا أنها فشلت في وقف القتال.
بعد الاستيلاء على شوشا ثاني أكبر مدينة في ناغورنو كاراباخ، وُقِّعَ اتفاق وقف إطلاق النار بين رئيس أذربيجان إلهام علييف ورئيس وزراء أرمينيا نيكول باشينيان والرئيس الروسي فلاديمير بوتين لوقف جميع الأعمال العدائية في المنطقة من الساعة 00:00 يوم 10 نوفمبر 2020 بتوقيت موسكو. كما وافق رئيس أرتساخ أرايك هاروتيونيان على تلك المعاهدة. وبموجب الاتفاقية ستعيد أرمينيا الأراضي المحيطة التي احتلتها سنة 1994 إلى أذربيجان. ستحصل أذربيجان أيضًا على منفذ بري إلى أراضيها ناخيتشيفان المتاخم لتركيا وإيران. وسَيُنْشَر حوالي 2000 جندي روسي لتكون قوات حفظ سلام على طول ممر لاتشين بين أرمينيا وناغورنو كاراباخ لفترة لا تقل عن خمس سنوات.

## البداية
كانت ملكية أراضي ناغورنو كاراباخ متنازع عليها بشدة بين الأرمن والأذربيجانيين. وتعود جذور الصراع الحالي إلى الأحداث التي أعقبت الحرب العالمية الأولى، وتعد المنطقة اليوم بحكم القانون جزءًا من أذربيجان على الرغم من أن أجزاء كبيرة منها واقعة تحت سيطرة جمهورية أرتساخ غير المعترف بها دوليًا والتي تدعمها أرمينيا.

### الحقبة السوفيتية
كانت المنطقة خلال الحقبة السوفيتية مأهولة بالأرمن، وتُحكم على أنها إقليم مستقل داخل جمهورية أذربيجان الاشتراكية السوفيتية. عندما بدأ الاتحاد السوفياتي في التفكك في أواخر الثمانينيات، ظهرت مجددا مسألة وضع ناغورنو كاراباخ، وفي 20 فبراير 1988 أقر برلمان إقليم ناغورنو كاراباخ المتمتع بالحكم الذاتي قرارًا يطالب بنقل الإقليم من جمهورية أذربيجان الاشتراكية السوفياتية إلى جمهورية أرمينيا الاشتراكية السوفيتية. وقد رفضت أذربيجان الطلب عدة مرات، وبدأ العنف العرقي بعد ذلك بوقت قصير بسلسلة من المذابح سنوات 1988 و 1990 ضد الأرمن في سومغيت وكنجه وباكو، وضد الأذريين في غوغارك وشوشا وخانكندي. وبعد إلغاء الحكم الذاتي لإقليم مرتفعات قرة باغ جرى استفتاء في المنطقة في 10 ديسمبر 1991، حيث قاطع السكان الأذربيجانيون الاستفتاء الذين كانوا يشكلون آنذاك حوالي 22.8٪ من سكان المنطقة؛ فصوت 99.8 ٪ من المشاركين لصالح الاستقلال. وبعد انهيار الاتحاد السوفيتي أوائل 1992 انزلقت المنطقة في حرب كاملة.

### حرب قرة باغ الأولى
أسفرت حرب قرة باغ الأولى عن نزوح ما يقرب من 725,000 أذربيجاني و 300,000 إلى 500,000 أرمني في كل من أذربيجان وأرمينيا. أنهى بروتوكول بيشكيك لسنة 1994 القتال وأدى إلى مكاسب أرمينية كبيرة على الأراضي: بالإضافة إلى السيطرة على معظم ناجورنو كاراباخ، احتلت جمهورية أرتساخ أيضًا المناطق المأهولة بالسكان الأذربيجانيين المجاورة أغدام وجبرائيل وفضولي وكلبجر وقبادلي ولاتشين وزنغلان. أنتجت شروط اتفاقية بيشكيك صراعًا مجمّدًا، وبدأت مجموعة مينسك التابعة لمنظمة الأمن والتعاون في أوروبا محاولات وساطة دولية طويلة الأمد لإنشاء عملية سلام في 1994، وكانت مبادئ مدريد المتوقفة هي أحدث نسخة قبل حرب 2020. تبنى مجلس الأمن التابع للأمم المتحدة أربعة قرارات في 1993 دعت إلى انسحاب «قوات الاحتلال» من الأراضي المحيطة بناغورنو كاراباخ، وفي سنة 2008 اعتمدت الجمعية العامة قرارًا طالب بالانسحاب الفوري لقوات الاحتلال الأرمينية، بالرغم من أن الأعضاء المشاركين لمجموعة مينسك التابعة لمنظمة الأمن والتعاون في أوروبا وهم روسيا وفرنسا والولايات المتحدة صوتوا ضدها.

### الصراع المجمد
جرى على مدى ثلاثة عقود عدة انتهاكات وقف إطلاق النار، وأخطرها كانت اشتباكات 2016 التي استمرت أربعة أيام. أشارت استطلاعات الرأي إلى أن سكان ناغورنو كاراباخ لا يريدون أن يكونوا جزءًا من أذربيجان، ووقعت المزيد من المناوشات الحدودية في يوليو 2020. وردًا على ذلك تظاهر الآلاف من الأذربيجانيين للحرب ضد أرمينيا، وأعربت تركيا عن دعمها الثابت لأذربيجان. وفي 23 يوليو 2020 أعلنت أرمينيا عن بدء تدريب مشترك على نظام الدفاع الجوي مع روسيا وتحليل اشتباكات يوليو 2020. وفي 29 يوليو 2020 أجرت أذربيجان سلسلة من التدريبات العسكرية التي استمرت حتى 10 أغسطس 2020، تلتها تدريبات أخرى أوائل سبتمبر بمشاركة تركيا. وبعدها أجرت أرمينيا أواخر سبتمبر مناورات عسكرية مشتركة على الحدود الجنوبية للاتحاد الروسي، في أرمينيا وفي أبخازيا وأوسيتيا الجنوبية، وكلاهما دولتان مستقلتان ضمن ما تعتبره معظم المجتمعات الدولية حدودًا وطنية. خلال الدورة الخامسة والسبعين للجمعية العامة للأمم المتحدة، أصدر الرئيس التركي رجب طيب أردوغان بيانًا يؤيد وحدة أراضي أذربيجان و جورجيا.
قبل استئناف الأعمال العدائية ظهرت مزاعم بأن تركيا سهلت نقل مئات من أعضاء الجيش الوطني السوري من فرقة حمزة إلى أذربيجان. فيما نفت حكومة أذربيجان تورط مقاتلين أجانب. بالمقابل ذكرت وسائل الإعلام التركية عن نُقل العديد من أعضاء وحدات حماية الشعب وحزب العمال الكردستاني من العراق وسوريا إلى كاراباخ لتدريب المليشيات الارمينية ضد أذربيجان. نفى الرئيس الأرميني ارمين سركيسيان مزاعم بوجود مسلحين أكراد في ناغورنو كاراباخ، واصفا إياها بـ «الهراء المطلق».

## مسار النزاع

### نظرة عامة

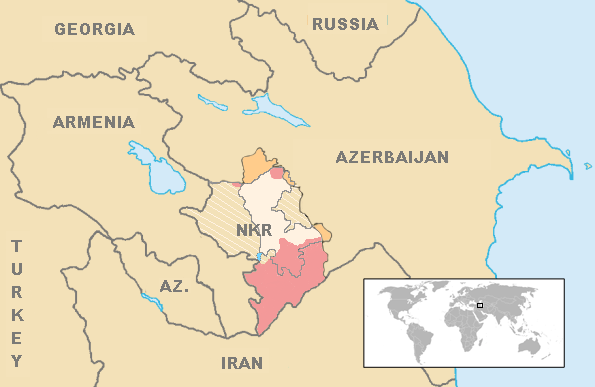
خطوط تقريبية للمواجهة وقت وقف إطلاق النار، نرى مكاسب أذربيجان الإقليمية خلال الحرب باللون الأحمر، وممر لاتشين تحت قيادة قوات حفظ السلام الروسية باللون الأزرق، والباقي هي المناطق التي أعادتها أرمينيا إلى أذربيجان.

اعتمدت روايات الاشتباكات في هذا النزاع بشكل أساسي على البيانات الرسمية من المتحاربين. فتميزت الاشتباكات باستخدام الحرب المدرعة وحرب طائرات بدون طيار ولا سيما استخدام طائرات بيرقدار تي بي 2 التركية الصنع وطائرات هاروب بدون طيار الإسرائيلية؛ والمدفعية الثقيلة وهجمات صاروخية وحرب الخنادق. واعتمدت أذربيجان طوال الحملة بقوة على طائرات بدون طيار لضرب قوات أرمينيا وأرتساخ، التي ألحقت فيها خسائر فادحة. وبعد نجاحها في استهداف الدبابات والمدفعية وأنظمة الدفاع الجوي، بدأت طائرات الدرون الأذربيجانية في استهداف وحدات الجنود. ومع ذلك فقد تم إسقاط بعض من تلك الطائرات. كما تضمنت الحرب نشر القنابل العنقودية المحرمة من قبل غالبية المجتمع الدولي ولكن ليس من قبل أرمينيا أو أذربيجان: أكدت أطراف دولية محايدة أن أرمينيا ألقت قنابل عنقودية على مناطق مدنية خارج النزاع. وأكدت أطراف دولية أخرى على وجود أدلة على استخدام أذربيجان تلك الأسلحة في المناطق المدنية في ناغورنو كاراباخ. تسببت سلسلة من الهجمات في سقوط عدد كبير من الضحايا المدنيين في كنجه بأذربيجان، بينما اُسْتُهْدِفَت مساكن المدنيين والبنية التحتية في ستيباناكيرت عاصمة أرتساخ وأماكن أخرى مما أدى إلى وقوع إصابات وإلحاق أضرار جسيمة. وقد صاحب الصراع تضليل ومعلومات خاطئة.
كانت مساحة الأراضي المتنازع عليها محدودة نسبيًا، لكن الصراع امتد إلى ما وراء حدود ناغورني كاراباخ بسبب مستوى الصراع ونوع الذخائر المنتشرة والممتدة عبر الحدود الدولية. سقطت القذائف والصواريخ في محافظة أذربيجان الشرقية في إيران، ولكن لم يتسبب ذلك بأضرار، وأبلغت إيران عن سقوط وتحطم عدة طائرات بدون طيار داخل أراضيها، بينما ذكرت جورجيا أن طائرتين بدون طيار تحطمتا في منطقة كاخيتي.

### اندلاع الحرب
بدأ الصراع بهجوم بري أذربيجاني شمل تشكيلات مدرعة مدعومة بالمدفعية والطائرات بدون طيار والدرونات الانتحارية. أُجبرت القوات الأرمينية وأرتساخ على التراجع من خط دفاعها الأول في المناطق الجنوبية الشرقية والشمالية من آرتساخ، لكنها ألحقت خسائر كبيرة بالتشكيلات المدرعة الأذربيجانية بصواريخ موجهة مضادة للدبابات ومدفعية، مما أدى إلى تدمير عشرات المركبات. فاستخدمت أذربيجان الطائرات بدون طيار بكثافة في الضربات ضد الدفاعات الجوية الأرمينية، حيث أسقطت 13 صاروخًا أرض-جو قصير المدى. واستخدمت القوات الأذربيجانية طائرات بدون طيار لعزل وتدمير المواقع الأرمينية بشكل منهجي. وتمكنت طائرات الدرون الاستطلاعية تحديد مواقع عسكرية في الخطوط الأمامية وتمركز قوات الاحتياط، وبعد ذلك قصفت المواقع التي بجانب الطرق والجسور التي تستخدمها الاحتياطيات للوصول إليها. وبعد القصف الكبير للمواقع الأرمينية وقطع التعزيزات، تمكن الأذربيجانيون من التحرك في قوات متفوقة للتغلب عليهم. وتكرر استخدام هذا التكتيك عدة مرات للتقدم التدريجي نحو المواقع الأرمنية وأرتساخية. وتمكنت القوات الأذربيجانية من تحقيق مكاسب محدودة في الجنوب في الأيام الثلاثة الأولى من الصراع. وفي الأيام الثلاثة التالية اشتد تبادل إطلاق نار من مواقع ثابتة للجانبين. وفي الشمال شنت القوات الأرمينية / أرتساخ هجومًا مضادًا تمكنت فيه من استعادة بعض الأراضي. وهجومهم المضاد الأكبر كان في اليوم الرابع، لكنهم تكبدوا خسائر فادحة عندما تعرضت دروعهم ووحدات المدفعية لهجوم أذربيجاني من طائرات بدون طيار وانتحارية ودرونات الاستطلاع التي وجهت المدفعية الأذربيجانية أثناء تحركها في العراء. في اليوم السادس تبادلت أذربيجان وأرمينيا / أرتساخ القصف الصاروخي والمدفعي ضد البنية التحتية. ومن بين الأهداف التي استهدفت ستيباناكيرت عاصمة أرتساخ، التي تعرضت للقصف بشكل متكرر بالقذائف الصاروخية، وجسر يربط بين أرمينيا وناغورنو كاراباخ والذي دمُُر في غارة صاروخية، وغنجة التي أصابها الأرمن وأرتساخ أربع مرات، وكان مطار غنجة الدولي من بين الأهداف. في صباح اليوم السابع شنت أذربيجان هجوما كبيرا، بالفيالق الأول والثاني والثالث ومعززة بجنود الاحتياط من الفيلق الرابع في الشمال، وحققت بعض المكاسب الإقليمية لكن ذلك التقدم قد توقف.
بعد قصف خوجاوند (مارتوني) بدأت سلطات أرتساخ في تعبئة المدنيين. ثم أفادت روسيا أنه لأسباب إنسانية اتفقت كلًا من أرمينيا وأذربيجان على وقف إطلاق النار قبل الساعة 04:00 (00:00 بالتوقيت العالمي المنسق) في 10 أكتوبر بعد عشر ساعات من المحادثات في موسكو (بيان موسكو) وأعلنت أنهما سيدخلان «موضوعيًا» المحادثات. وبعد إعلان وقف إطلاق النار اعترف رئيس أرتساخ أن أذربيجان تمكنت من تحقيق بعض النجاح، حيث تحركت الجبهة إلى عمق أراضي أرتساخ؛ وأعلن رئيس الوزراء الأرميني أن القوات الأرمينية أجرت «انسحابًا جزئيًا».
ولكن سرعان ماانهار وقف إطلاق النار واستمر التقدم الأذربيجاني. وفي غضون أيام أعلنت أذربيجان السيطرة على عشرات القرى في الجبهة الجنوبية. كما تم تجاهل محاولة ثانية لوقف إطلاق النار منتصف ليل 17 أكتوبر. فأعلنت أذربيجان الاستيلاء على جبرائيل في 9 أكتوبر وفضولي في 17 أكتوبر. واستولت على سد خدا أفرين وجسره. ثم أعلنت أذربيجان أن المنطقة الحدودية مع إيران مؤمنة بالكامل مع الاستيلاء على أق بند في 22 أكتوبر. ثم تحولت القوات الأذربيجانية إلى الشمال الغربي وتقدمت نحو ممر لاتشين، الطريق السريع الوحيد بين أرمينيا وناغورنو كاراباخ، ووضعتها في نطاق المدفعية. وبحسب آرتساخ فإنها قامت بهجوم مضاد على القوة الأذربيجانية ودفعتهم على التراجع. وتمكنت المقاومة الأرمنية / آرتساخ من وقف التقدم الأذربيجاني إلى مسافة 25 كيلومترًا من ممر لاتشين بحلول 26 أكتوبر. فقوات آرتساخ التي انسحبت إلى الجبال والغابات عادت إلى شن هجمات على وحدات صغيرة ضد المشاة والمدرعات الأذربيجانية المكشوفة. وقامت القوات الأرمينية بشن هجوم مضاد بالقرب من أقصى الحدود الجنوبية الغربية بين أرمينيا وأذربيجان. وفي 26 أكتوبر دخل وقف إطلاق النار الذي توسطت فيه الولايات المتحدة حيز التنفيذ، لكن القتال استؤنف في غضون دقائق. وبعد ثلاثة أيام صرحت سلطات أرتساخ أن القوات الأذربيجانية على بعد 5 كـم (3.1 ميل) من شوشا. وفي 8 نوفمبر استولت القوات الأذربيجانية على شوشا، ثاني أكبر مدينة في أرتساخ قبل الحرب، التي تقع على بعد 15 كيلومترًا من ستيباناكيرت عاصمة أرتساخ.

خريطة اتفاق وقف إطلاق النار
مناطق أذربيجانية خارج نطاق الصراع
أرمينيا
مناطق استعادتها أذربيجان خلال الحرب وبقيت تحت سيطرتها
مقاطعة آقدام: أخلتها أرمينيا يوم 20 نوفمبر
مقاطعة كلبجر: أخلتها أرمينيا يوم 25 نوفمبر
مقاطعة لاتشين: أخلتها أرمينيا يوم 1 ديسمبر
جزء من قرة باغ لم يحدد موعد إخلائها لأذربيجان
ممر لاتشين تحت مراقبة قوات حفظ السلام الروسية
الطرق الموصلة إلى قرة باغ
إنشاء ممر أذربيجاني جديد للطرق
خط التماس قبل صراع 2020.
مناطق أخرى كانت أرتساخ تطالب بها

### اتفاق وقف إطلاق النار
في أعقاب الاستيلاء على شوشا يوم 9 نوفمبر 2020، وقع رئيس أذربيجان إلهام علييف ورئيس وزراء أرمينيا نيكول باشينيان ورئيس روسيا فلاديمير بوتين اتفاقًا لوقف إطلاق النار في منطقة قرة باغ المتنازع عليها اعتبارًا من 10 نوفمبر 2020 ، من الساعة 00:00 بتوقيت موسكو. كما وافق أرايك هاروتيونيان رئيس أرتساخ على إنهاء الأعمال العدائية.
بموجب شروط الصفقة كان على الطرفين المتحاربين تبادل الأسرى والقتلى. علاوة على ذلك كان على القوات الأرمينية أن تنسحب من الأراضي التي المحتلة المحيطة بمرتفعات قرة باغ بحلول 1 ديسمبر 2020، في حين أن قوة حفظ السلام المقدمة من القوات البرية الروسية بقيادة الفريق رستم مرادوف، من أقل من 2000 جندي ستنتشر لفترة خمس سنوات على الأقل على طول خط التماس وممر لاتشين الذي يربط بين أرمينيا ومنطقة مرتفعات قرة باغ. بالإضافة إلى تعهد أرمينيا بـ «ضمان سلامة» المرور بين معبر ناختشيفان الأذربيجاني والبر الرئيسي لأذربيجان في كلا الاتجاهين، بينما كان على حرس الحدود الروسي (التابع لجهاز الأمن الفيدرالي) ممارسة السيطرة على اتصالات النقل.
في 15 ديسمبر 2020 وبعد عدة أسابيع من وقف إطلاق النار  تبادل الطرفان أخيرًا أسرى الحرب، حيث تبادل 44 أرمني و 12 أذربيجاني. ليس من الواضح ما إذا كان هناك المزيد من الأسرى في كلا الجانبين.

## إجراءات غير عسكرية اتخذتها أرمينيا وأذربيجان
مع بداية النزاع أعلنت كل من أرمينيا وأذربيجان الأحكام العرفية، مما حد من حرية التعبير. فدخل حيز التنفيذ في أكتوبر 2020 بأرمينيا قانون جديد يحظر أي تغطية سلبية للوضع في الجبهة. وتم الإبلاغ عن قيود على عمل الصحفيين الدوليين في أذربيجان، مع عدم وجود قيود مقابلة في ناغورنو كاراباخ.

### أرمينيا

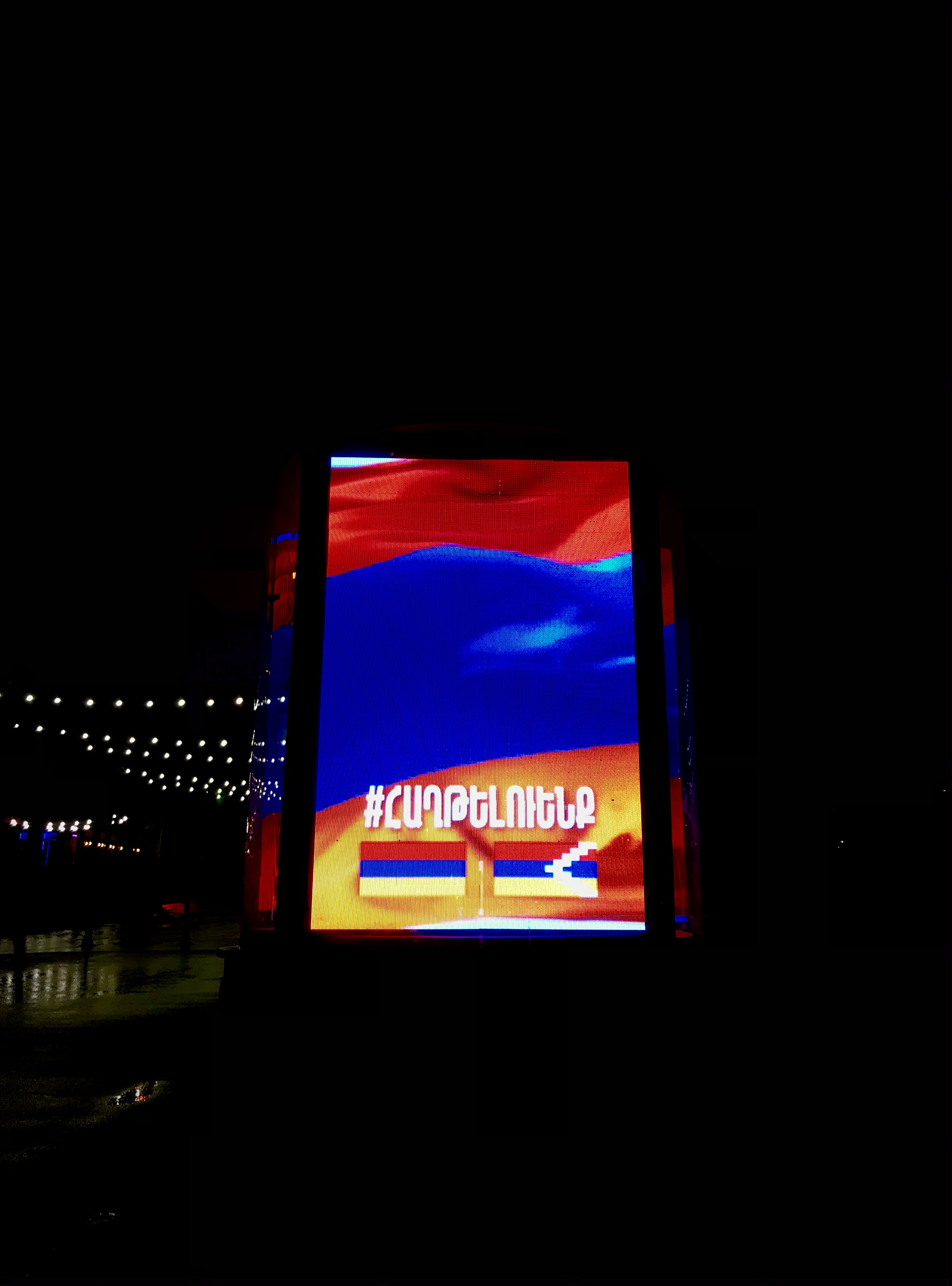
شعار "# Հաղթելուենք" ("سنفوز") وسط يريفان دعما لجمهورية آرتساخ. 2 أكتوبر 2020.

منعت أرمينيا بدءا من 28 سبتمبر جميع الرجال الذين تزيد أعمارهم عن 18 عامًا والذين ادرجوا في احتياطي التعبئة من مغادرة البلاد. وفي اليوم التالي تأجلت محاكمة الرئيس السابق روبرت كوتشاريان ومسؤولين سابقين آخرين متهمين في قضية الاضطرابات التي أعقبت انتخابات 2008. والسبب المقدم هو أن أحد المتهمين وهو وزير الدفاع السابق سيران أوهانيان ذهب إلى أرتساخ أثناء الهجوم الأذربيجاني.
وفي 1 أكتوبر 2020 تعذر الوصول إلى تطبيق تيك توك في أرمينيا. وفي نفس اليوم صرح جهاز الأمن القومي الأرمني (NSS) بأنه اعتقل مسؤول عسكري سابق رفيع المستوى واتهمه بالخيانة للاشتباه في تجسسه لصالح أذربيجان. وبعد ثلاثة أيام ذكر ذات الجهاز أنه اعتقل عدد من الأجانب للاشتباه في قيامهم بالتجسس. كما استدعت أرمينيا سفيرها لدى إسرائيل احتجاجًا على بيعها أسلحة لأذربيجان.
وفي 8 أكتوبر 2020 أقال الرئيس الأرميني ارمين سركيسيان مدير جهاز الأمن الوطني. ثم شددت الحكومة لاحقا الأحكام العرفية وحظرت انتقاد هيئات الدولة أو الدعاية التي تهدف إلى تعطيل القدرة الدفاعية للبلاد. وفي اليوم نفسه ألغت وزارة الدفاع الاعتماد الصحفي لمراسل نوفيا جازيتا بدخول ناغورنو كاراباخ. ثم شددت في 9 أكتوبر تشريعاتها الأمنية. وفي 21 أكتوبر حظر مجلس الوزراء مؤقتًا استيراد البضائع التركية، وأدخل القرار حيز التنفيذ في 31 ديسمبر. في اليوم التالي أصدر البرلمان الأرميني قانونًا بإلغاء ديون الجنود الأرمن الذين أصيبوا خلال الاشتباكات وديون أسر القتلى.
وفي 27 أكتوبر أقال الرئيس أرمين سركيسيان رئيس قسم مكافحة التجسس في جهاز الأمن القومي، اللواء هوفانيس كاروميان ورئيس أركان قوات الحدود في جهاز الأمن القومي جاجيك تيفوسيان. في 8 نوفمبر أقال سركيسيان مرة أخرى الرئيس المؤقت لجهاز الأمن الوطني.

### أذربيجان

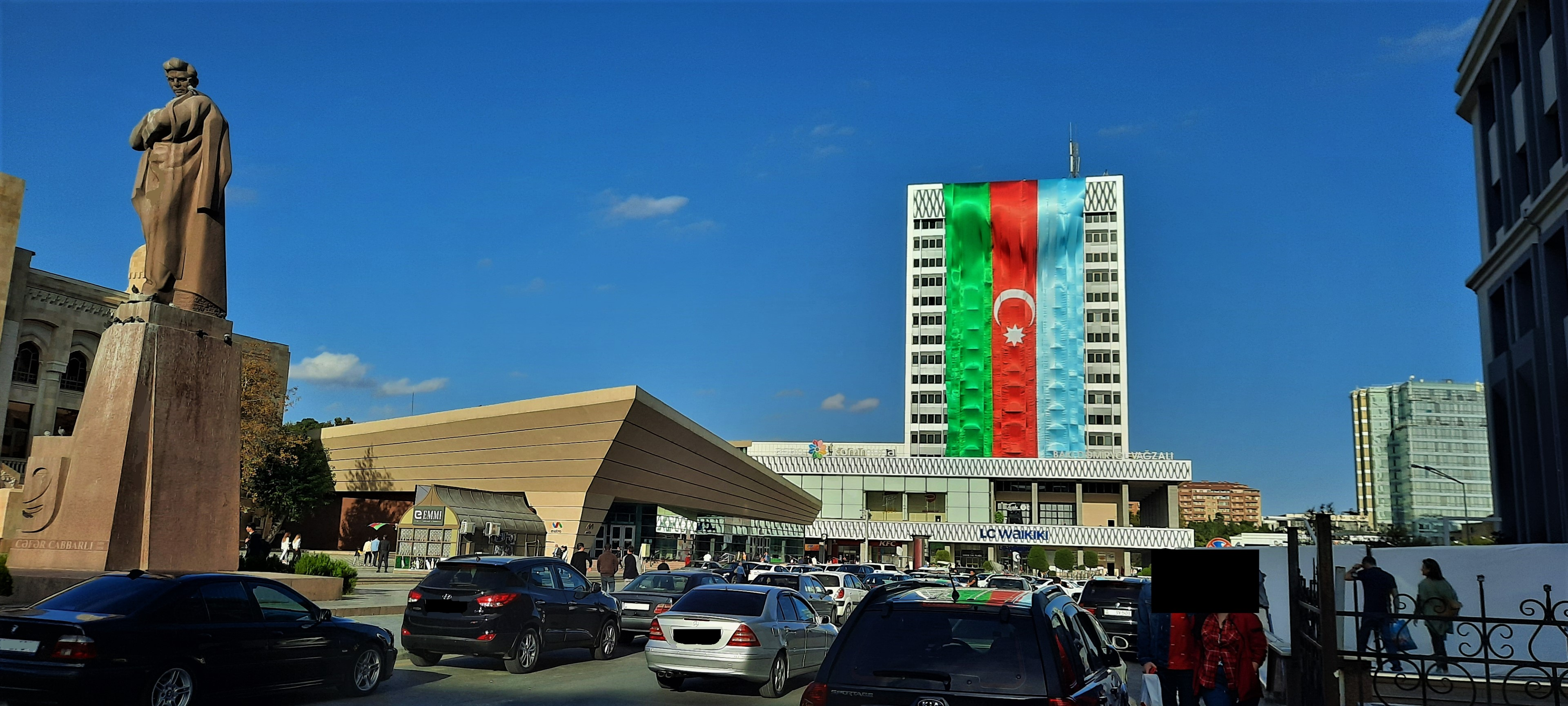
علم أذربيجان في ساحة جعفر جبارلي بالقرب من محطة 28 مايو في باكو يوم 10 أكتوبر 2020.

قامت السلطات الأذربيجانية في 27 سبتمبر بتقييد الوصول إلى الإنترنت بعد اندلاع الاشتباكات. قائلة إن تلك الخطوة اتخذت لمنع الاستفزازات الأرمينية. وقامت الحكومة بالدفع لاستخدام تويتر، الذي كان المنصة الوحيدة غير المحظورة في البلاد. على الرغم من القيود لا يزال بعض الأذربيجانيين يستخدمون الشبكات الافتراضية الخاصة
```
لتجاوزها.
[
165
]
 أعلنت 
الجمعية الوطنية الأذربيجانية
 حظر التجول في 
باكو
 
وغنجة
 
وغويغول
 
ويفلاخ
 وعدد من المقاطعات اعتبارًا من منتصف ليل 28 سبتمبر،.
[
166
]
 أعلنت 
الخطوط الجوية الأذربيجانية
 أنه سيتم إغلاق جميع المطارات في أذربيجان أمام رحلات الركاب المنتظمة حتى 30 سبتمبر.
[
167
]
 وبدأت النيابة العسكرية في فضولي وترتر وكاراباخ وكنجه تحقيقات جنائية في جرائم حرب وجرائم أخرى.
[
168
]
```

وفي 28 سبتمبر أيضًا أصدر الرئيس إلهام علييف مرسوماً يسمح بتعبئة جزئية في أذربيجان. وفي 8 أكتوبر استدعت أذربيجان سفيرها لدى اليونان للتشاور، بعد مزاعم وصول أرمن من اليونان إلى ناغورنو كاراباخ للقتال ضد أذربيجان. وبعد ثلاثة أيام حذر جهاز أمن الدولة من هجوم إرهابي محتمل بدعم من الأرمن.
في 17 أكتوبر صرحت وزارة الخارجية أنه تم إعلان فيتالي ميلونوف عضو مجلس الدوما الروسي من حزب روسيا الموحدة الحاكم شخص غير مرغوب فيه في أذربيجان لزيارته ناغورنو كاراباخ دون إذن من الحكومة الأذربيجانية. وفي 24 أكتوبر بناء على توصية من البنك المركزي الأذربيجاني اعتمدت البنوك الأعضاء في جمعية البنوك الأذربيجانية بالإجماع قرارًا بإلغاء ديون العسكريين والمدنيين الذين لقوا حتفهم أثناء النزاع.
في 29 أكتوبر أصدر الرئيس علييف مرسومًا بشأن تشكيل مكاتب قيادة مؤقتة في المناطق التي سيطرت عليها القوات الأذربيجانية خلال النزاع. وفقًا للمرسوم فقد عُيِّن القادة من قبل وزارة الداخلية، لكن يتعين عليهم التنسيق مع الهيئات التنفيذية الأخرى للحكومة، ومنها وزارة الدفاع وجهاز حدود الدولة وجهاز أمن الدولة ووكالة مكافحة الألغام.
بحلول 31 أكتوبر وبعد سيطرتها على الأراضي الواقعة على الحدود مع إيران، كانت أذربيجان قد بسطت سيطرتها على أربعة مراكز حدودية أخرى.
وفي 4 نوفمبر استدعى جهاز أمن الدولة ستة نشطاء سلام لاستجوابهم حول نشاطهم المناهض للحرب في أذربيجان. وفي 12 ديسمبر أصدر الرئيس علييف قراراً برفع حظر التجول الذي كان مفروضاً في سبتمبر.

## نتائج الحرب

### أرمينيا

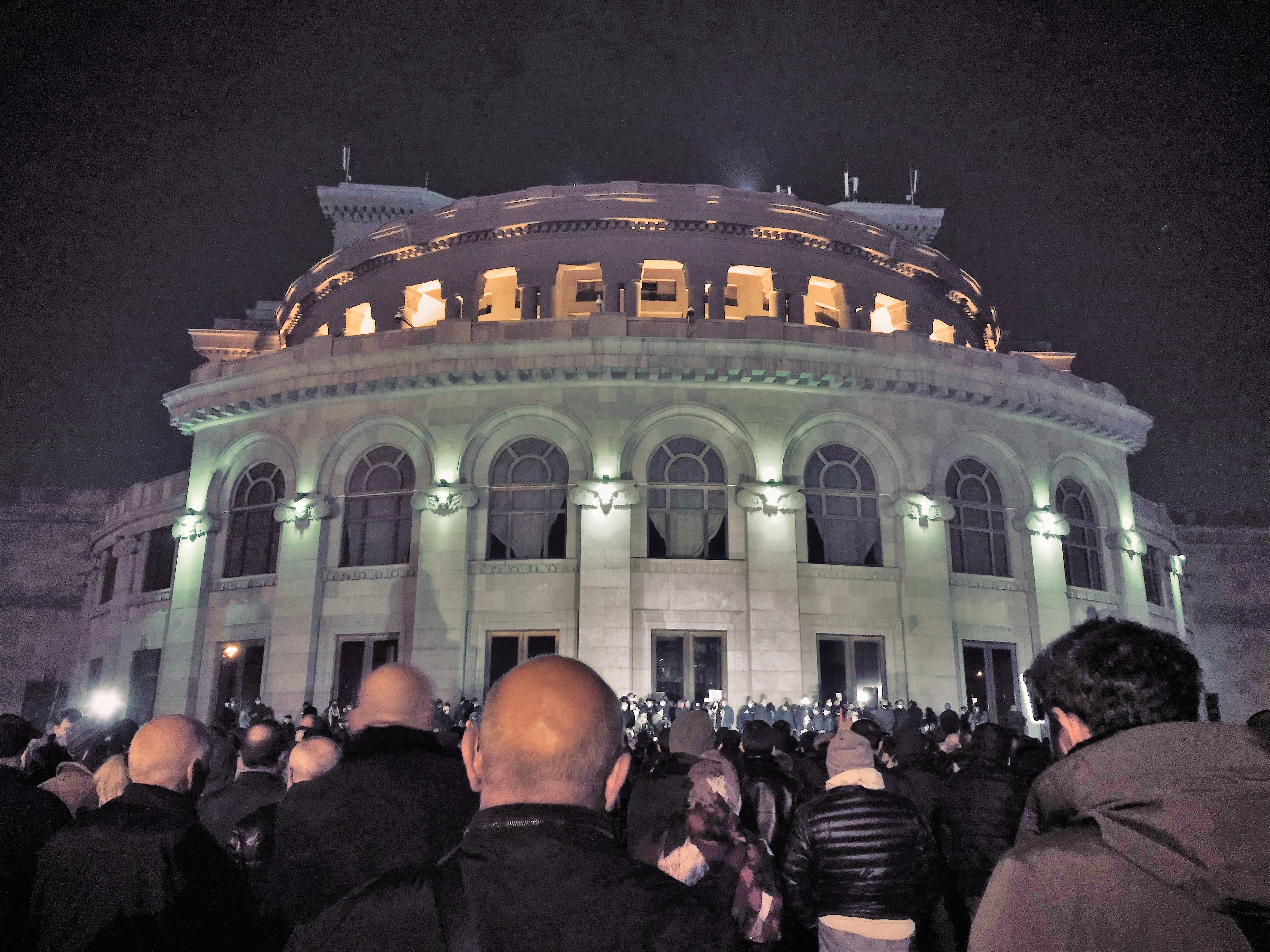
احتجاجات في يريفان ضد شروط اتفاق وقف إطلاق النار في 18 نوفمبر 2020.

اندلعت في الساعات الأولى من يوم 10 نوفمبر احتجاجات عنيفة في أرمينيا ضد نيكول باشينيان بعد توقيع اتفاق وقف إطلاق النار واتهمته بالخيانة لقبوله اتفاق السلام. كما استولى المتظاهرون على مبنى البرلمان وسحبوا رئيس الجمعية الوطنية الأرمينية أرارات ميرزويان من سيارته وضربوه. وفي نوفمبر استقال العديد من المسؤولين الأرمن من مناصبهم، ومنهم وزير الخارجية الأرميني زهراب ناتساكانيان ووزير الدفاع ديفيد تونويان ورئيس جهاز المراقبة العسكرية بالوزارة نفسه موفسيس هاكوبيان والمتحدث باسم وزارة الدفاع الأرمينية آرتسرون هوفهانيسيان.
بعد توقيع اتفاقية وقف إطلاق النار، عقد الرئيس أرمين سركيسيان اجتماعاً مع كاريكين الثاني حيث دعا كلاهما لإعلان يوم 22 نوفمبر يوماً لإحياء ذكرى الأبطال الذين سقطوا في الدفاع عن الوطن الأم في حرب تحرير أرتساخ. وفي 16 نوفمبر أعلن أن إجراء انتخابات برلمانية مبكرة واستقالة باشينيان كانت حتمية مقترحًا أن يتم الإشراف على العملية وإدارتها من قبل «حكومة الوفاق الوطني» المؤقتة.
في 12 ديسمبر دخلت الشاحنات الأذربيجانية برفقة اللجنة الدولية للصليب الأحمر وقوات حفظ السلام الروسية داويت بيك في مقاطعة سيونيك الأرمينية لنقل جثث الجنود الذين سقطوا. ودحض المسؤولون الأرمن التقارير الإعلامية عن دخول المركبات الأذربيجانية إلى غوريس.
في 16 ديسمبر تجمع أفراد عائلات الجنود المفقودين أمام مبنى وزارة الدفاع الأرمينية للمطالبة بمعلومات عن أبنائهم. فلم يُسمح لهم بالدخول ولم يرد عليهم ممثلو الجيش الأرميني أيضًا. تبع ذلك مشاجرة عندما اقتحم أفراد عوائل الجنود المفقودين المبنى.

### أذربيجان

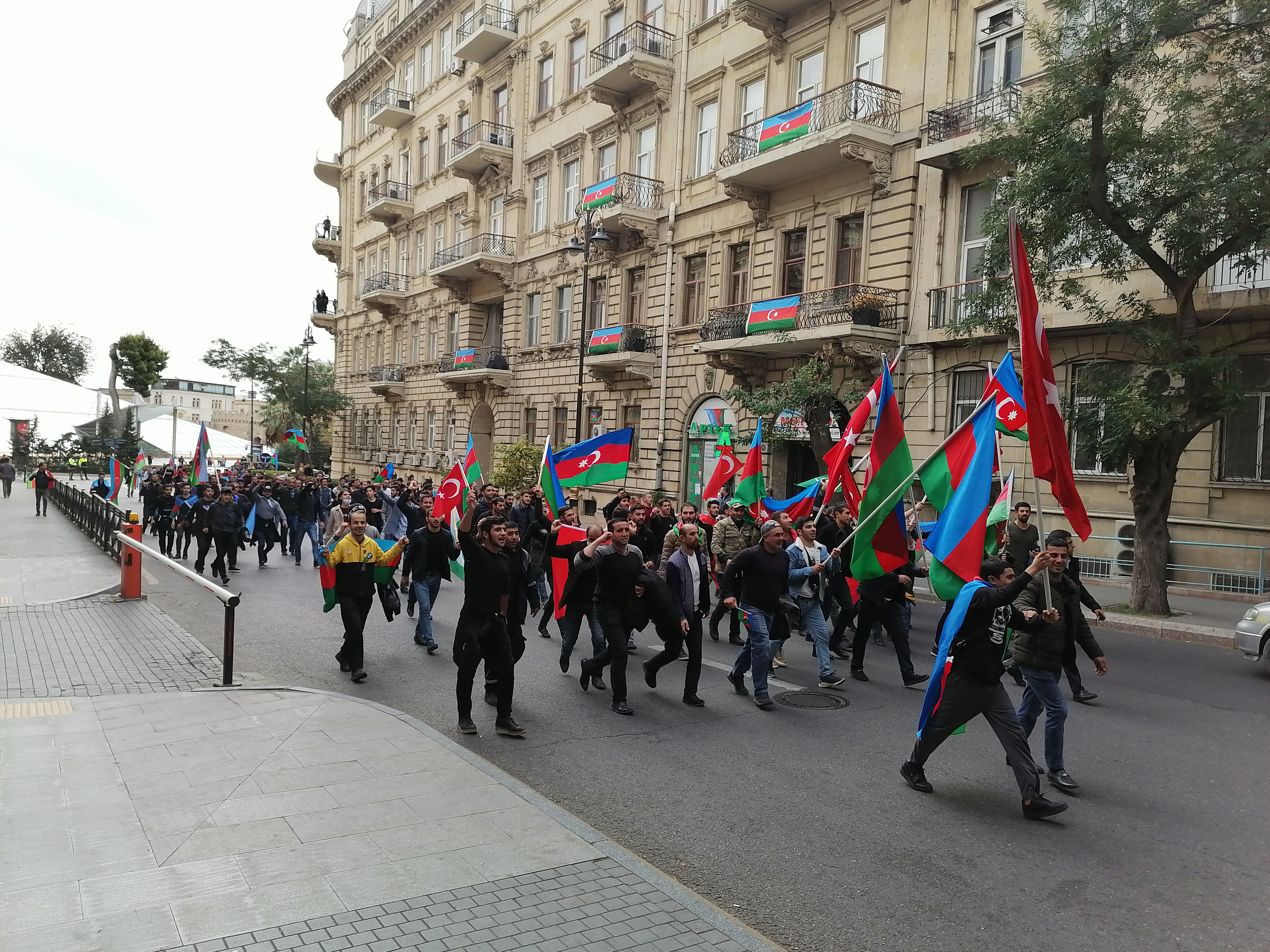
احتفالات في باكو الأذربيجانية بعد توقيع معاهدة السلام.

اعتُبر اتفاق السلام ونهاية الحرب انتصارًا لأذربيجان وأقيمت الاحتفالات في جميع البلاد. وفي 10 نوفمبر لوحت الحشود بالأعلام في باكو بعد إعلان اتفاق السلام. وفي 11 نوفمبر قال الرئيس إلهام علييف في اجتماع مع الجنود الجرحى الذين شاركوا في الحرب، إنه سيتم إصدار أوسمة وميداليات جديدة في أذربيجان، وأنه أعطى التعليمات المناسبة بشأن منح مدنيين وجنود ممن أظهر البطولة في ساحة المعركة وفي المؤخرة وميٌزوا أنفسهم في هذه الحرب". كما اقترح أسماء هذه الأوسمة والميداليات. وبعد أسبوع في جلسة عامة للجمعية الوطنية الأذربيجانية، قُدِّم مشروع قانون بشأن تعديلات على قانون "إنشاء أوسمة وميداليات جمهورية أذربيجان" للمناقشة. تم وضع سبعة عشر وسامًا وميدالية جديدة في نفس اليوم في القراءة الأولى وفقًا لقانون "إنشاء أوامر وميداليات جمهورية أذربيجان". في 12 نوفمبر ذكرت وزارة الداخلية الأذربيجانية أنها نقلت قسم الشرطة الذي كان سابقًا في مقاطعة ترتر إلى شوشا، وفي 14 نوفمبر نقلت السيطرة على خزان سوغوفوشان من الجيش إلى وزارة الطوارئ. في 15 نوفمبر زعمت الكنيسة الرسولية الأرمنية أن كاتدرائية غزانتشوتسوت قد شُوِّهَت بعد أن سيطرت القوات الأذربيجانية على شوشا، مما دفع وزارة الخارجية الأرمينية إلى بيان استنكر فيه الفعل؛ فأصدر الرئيس علييف بيانًا قال فيه إن الكنائس المسيحية هي محمية. وأيضًا في 1 ديسمبر صرح النائب الأول لوزير الثقافة الأذربيجاني، القائم بأعمال الوزير أنار كريموف لـ France24 أن التراث الثقافي المسيحي في كاراباخ سيُحْمَى من قبل الحكومة. وفي إشارة إلى كنيسة القديس غريغوري المنور الأرمنية في باكو، شدد كريموف على أن الآثار الدينية المسيحية في كاراباخ موروثة من أسلافنا.

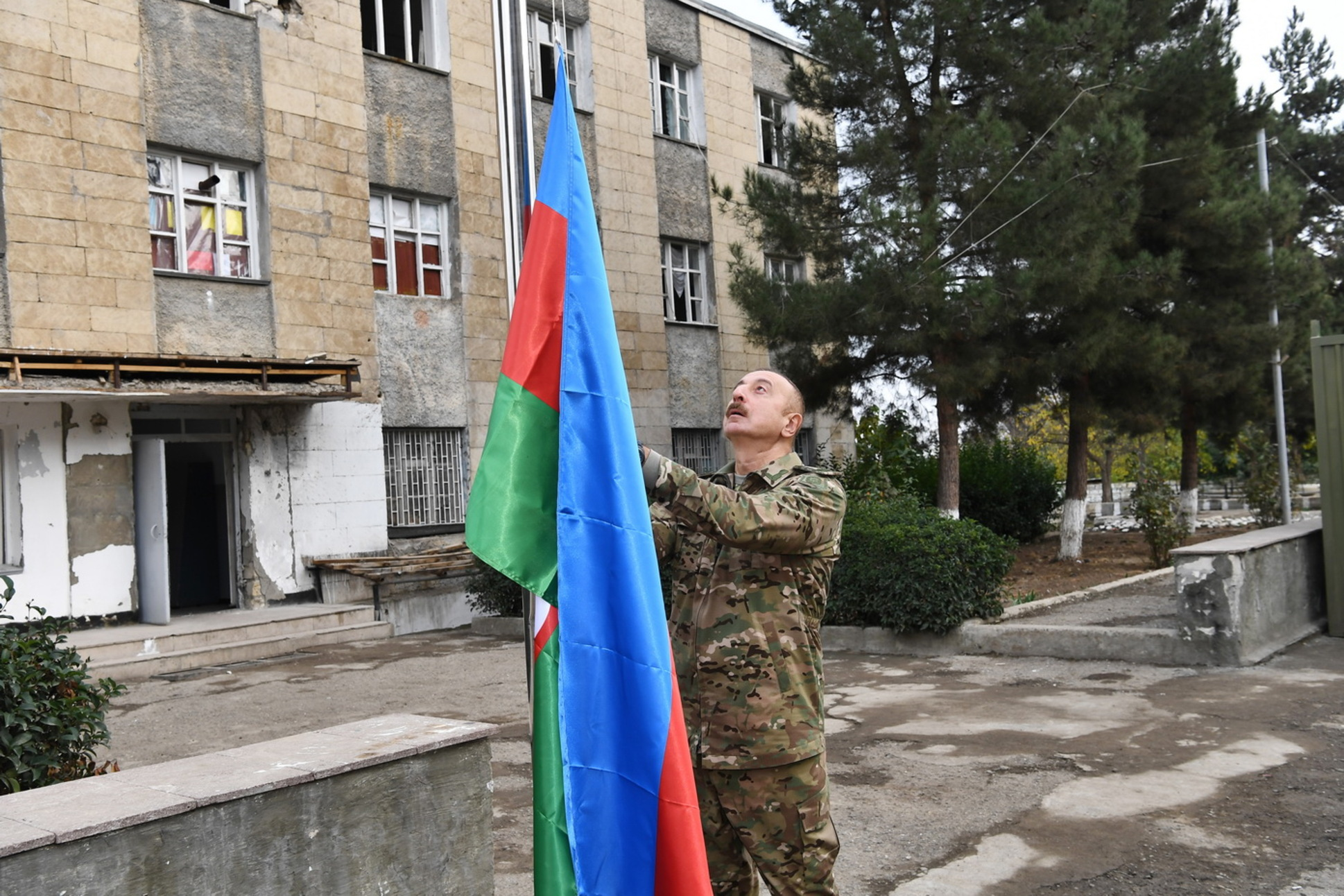
الرئيس إلهام علييف بعد زيارة فضولي يوم 16 نوفمبر.

قام علييف في منتصف نوفمبر ومعه نائبة الرئيس مهربان علييفا بزيارة مقاطعتي فضولي وجبرائيل، والمدينتين كانتا مدن أشباح وفي حالة خراب بعد احتلال القوات الأرمينية لهما سنة 1993. وأمر علييف الوكالة الحكومية لطرق السيارات الأذربيجانية ببناء خط سريع جديد بدءًا من علي خانلي، الذي يربط فضولي بشوشا. وفي جبرائيل صرح علييف أنه سيتم وضع «خطة هيكلية جديدة» لإعادة بناء المدينة، كما زار جسور خودافارين على الحدود مع إيران. وفقًا للاقتصادي الأذربيجاني توغرول فالييف، فإن إعادة بناء جبرائيل وفضولي وزنجيلان وقوبادلي بالكامل، وجميع بنياتها التحتية مدمرة، من المرجح أن تستغرق 10 سنوات وبكلفة 15 مليار دولار. وبحسب رئيس الاتحاد العام للبحوث الإنسانية أفاز حسنوف فإن أذربيجان ستحاول على الأرجح جذب التمويل الخاص لإعادة الإعمار. في غضون ذلك أعلنت شركة أذربيجان للسكك الحديدية أيضًا عن خطتها لإعادة بناء خط السكك الحديدية الذي يربط ستيباناكيرت بإيفلاخ. وفي 18 نوفمبر صرح النائب الأذربيجاني طاهر ميركيشلي أنه تم تشكيل كونسورتيوم بين شركة Azergold المملوكة للدولة وشركة أجنبية لتعدين الذهب في زانجيلان وفيجنلي وكالبجار. كما أعلن بنك باشا وبنك كابيتال أنهما يخططان لفتح فروع جديدة في جميع أنحاء المنطقة.
في 23 نوفمبر بدأت وحدات خدمة مكافحة الحرائق الحكومية التابعة لوزارة حالات الطوارئ الأذربيجانية العمل في عدة مناطق من قرة باغ. وفي اليوم التالي نقلت الاكتشافات الأثرية في كهف أزوخ إلى باكو من قبل ممثلي جهاز أمن الدولة الأذربيجاني ووُضِّعَت في الصندوق الأثري لمعهد الآثار والاثنوغرافيا التابع لأكاديمية العلوم الوطنية الأذربيجانية. في 25 نوفمبر وافقت منظمة الطيران المدني الدولي (ICAO) على إدراج ستة مطارات أذربيجانية أخرى في جدول الفهرس المكاني الدولي، ومنها مطارات آقدام وفضولي وستيباناكيرت. وأُضِيفَت رموز تلك المطارات إلى النسخة المحدثة من سجل الايكاو التي نشرت في ديسمبر. وفي 28 نوفمبر اصطدمت سيارة مدنية بلغم في أشاغي سيد أحمدلي بمقاطعة فضولي، مما أسفر عن مقتل أربعة أشخاص، ومنهم رئيس تحرير صحيفة غايديش، المنفذ الإعلامي للسلطة التنفيذية لمنطقة فضولي. وبعدها ناشد مكتب المدعي العام الأذربيجاني ووزارة الشؤون الداخلية المواطنين عدم زيارة الأراضي المكتسبة حديثًا دون التصريح اللازم حتى تُطَهِّر تمامًا من الألغام والأجهزة المتفجرة الأخرى.

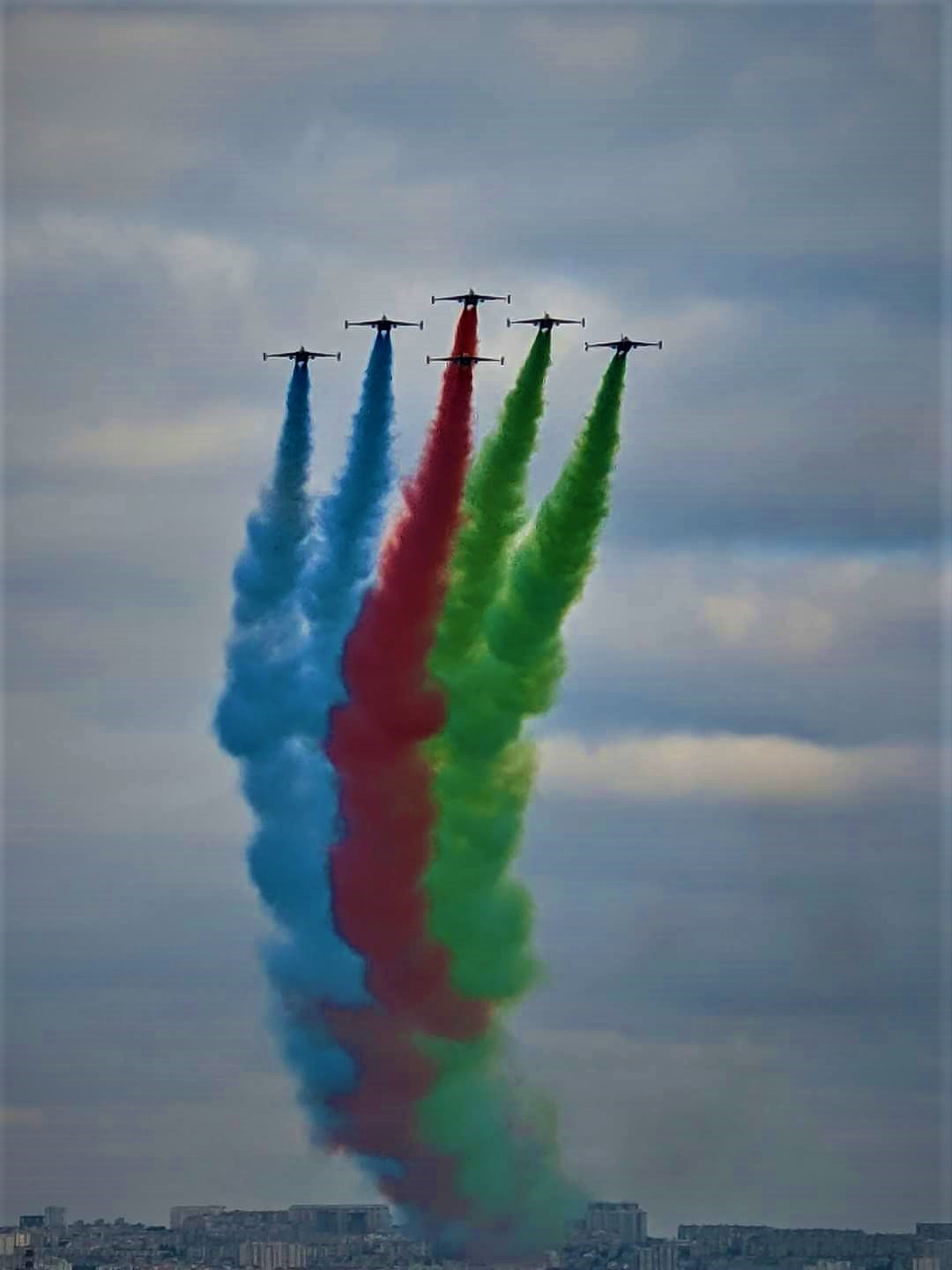
الطائرات المقاتلة الأذربيجانية سوخوي سو-25 خلال احتفالات عرض النصر في باكو في 10 ديسمبر.

تم إعلان 27 سبتمبر و 10 نوفمبر يوم الشهداء ويوم النصر على التوالي، على الرغم من أن تاريخ الأخير غُيِّر إلى 8 نوفمبر لأنه يتداخل مع ذكرى مصطفى كمال أتاتورك في تركيا. كما أُعْلِنَ عن تسمية المحطة الجديدة في مترو باكو باسم 8 نوفمبر بناءً على اقتراح علييف. وفي اليوم نفسه وقع الرئيس علييف مرسوماً بإنشاء مؤسسة «ياشات» لدعم عائلات جرحى وقتلى الحرب، ونقل جهاز إدارة المؤسسة العام إلى جمعية أسان الخدمية. وفي 2 ديسمبر بموجب مرسوم صادر عن الرئيس إلهام علييف، سُرِّحَ بعض الجنود من الخدمة العسكرية. في نفس اليوم أعلنت جمعية البنوك الأذربيجانية أن الديون المصرفية للجنود والمدنيين الذين قتلوا خلال الحرب في أذربيجان قد شطبت بالكامل. في اليوم التالي أعلنت وكالة إزالة الألغام أن عملياتها في الطرق المؤدية إلى مداغيز قد اكتملت. وفي نفس اليوم أصدر علييف أمرًا بإنشاء مجمع نصب تذكاري للحرب الوطنية ومتحف النصر. في 4 ديسمبر الساعة 12:00 بالتوقيت المحلي (GMT + 4)، تم الوقوف دقيقة صمت في أذربيجان لإحياء ذكرى الجنود الذين سقطوا في الحرب. فتم إنزال الأعلام في جميع أنحاء البلاد وتوقفت حركة المرور، فيما رست السفن في خليج باكو، وكذلك أبواق السيارات. وأقيمت صلاة الوحدة في مسجد حيدر في باكو تخليدا لذكرى قتلى الحرب، وقال شيخ الإسلام الله شكر باشازاده رئيس المجلس الديني في القوقاز إن «أهل السنة والشيعة يصلون على أرواح الشهداء سويا.» بالإضافة إلى العاصمة أقيمت مراسم إحياء في المساجد في سومقاييت وقوبا وغنجة وشماخي ولنكران وشاكي وفي الكنائس في باكو وغنجة وفي كنيس اليهود الأشكناز في باكو. بالإضافة إلى ذلك زار الناس حارة الشهداء في باكو. كما زار الرئيس علييف ونائبته مهربان علييفا ممر الشهداء. في اليوم التالي صرحت وزارة العمل والحماية الاجتماعية للسكان أن صندوق الدولة للحماية الاجتماعية التابع للوزارة قد منح مكانة شهيد لـ 94 من المدنيين الأذربيجانيين الذين لقوا حتفهم خلال الحرب، مما ثبت نفس الحقوق الممنوحة لأعضاء أسر القتلى من الجنود. في 9 ديسمبر منح الرئيس علييف 83 جنديًا بلقب بطل الحرب الوطنية، 204 جنديًا بوسام قرة باخ، و33 جنديًا بوسام ظفر. في 12 ديسمبر رفعت الأحكام العرفية بمرسوم من الرئيس علييف.
في 10 ديسمبر أقيم في ساحة أزادلق موكب نصر تكريماً لانتصار أذربيجان، حيث استعرض 3000 جندي عسكري تميزوا أثناء الحرب ومعهم الجنود والضباط الأتراك إلى جانب المعدات العسكرية والطائرات بدون طيار والطائرات، بالإضافة إلى استعراضهم بغنائم الأرمن. وحضر الرئيس التركي أردوغان العرض العسكري خلال زيارته لباكو.

### استرجاع المناطق المحتلة

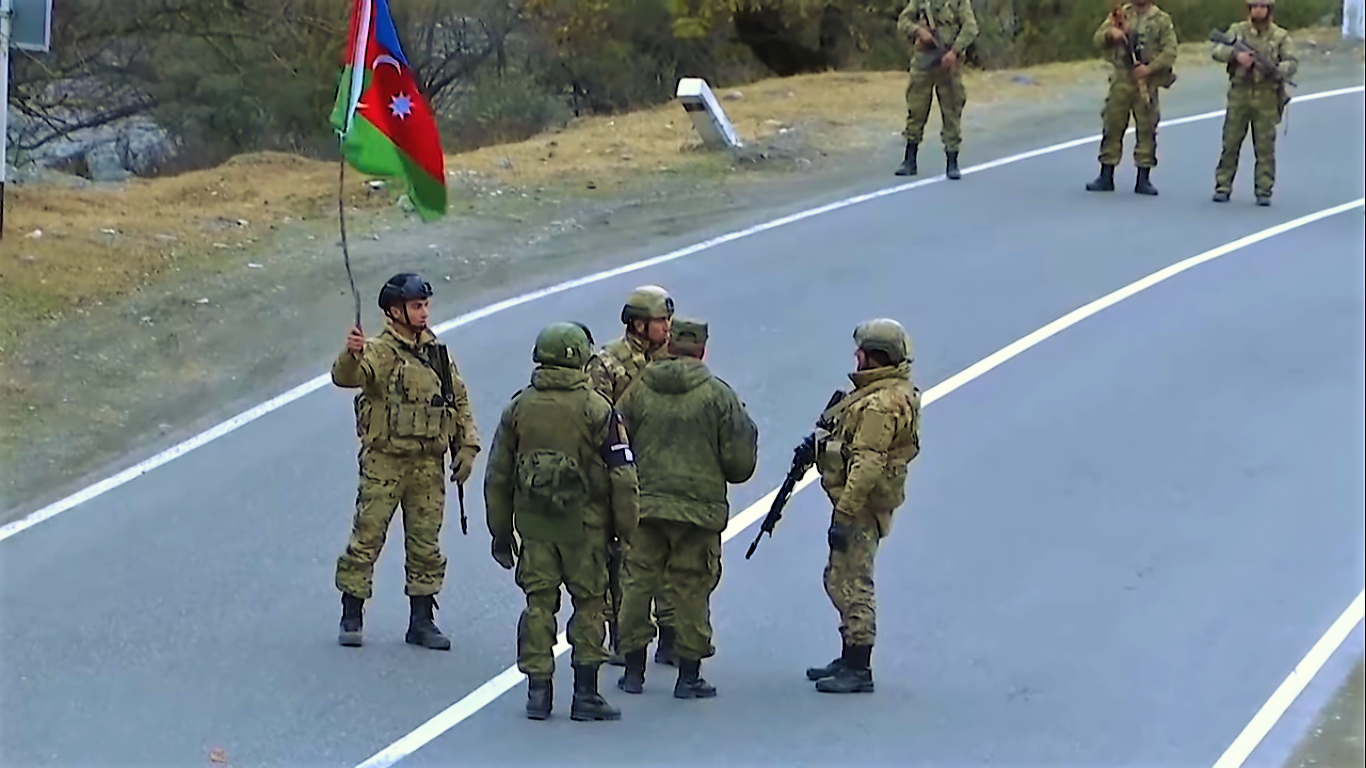
قوات حفظ السلام الروسية والعسكريين الأذربيجانيين بالقرب من داديونك من مقاطعة كلبجر.

### الإصابات والخسائر
كانت الخسائر رسميًا في حدود الآلاف. ووفقًا للأرقام الرسمية الصادرة عن المتحاربين، فقد فقدت أرمينيا 3360 جنديًا، بينما فقدت أذربيجان 2854 جنديًا و50 مفقودًا أثناء القتال. ومع ذلك لوحظ أن الجانبين قللوا من عدد ضحاياهم وبالغوا في عدد القتلى والجرحى من العدو.

#### مدنية
ذكرت السلطات الأرمينية أن 65 مدنيا أرمنيا قتلوا خلال الحرب وفقد 40 آخرون. طبقاً لمصادر أذربيجانية فقد استهدف الجيش الأرميني مناطق مكتظة بالسكان مليئة بمباني مدنية. وفي 9 نوفمبر صرح مكتب المدعي العام لأذربيجان: أنه خلال الحرب قُتل 100 شخص نتيجة القصف المدفعي والصواريخ الأرمينية، وأصيب 416 شخصًا. وأثناء اشتباكات مابعد الحرب صرحت السلطات الأذربيجانية بأن أحد موظفي Azercell أصيب بجروح خطيرة أثناء تركيب مرافق الاتصالات ومعدات الإرسال بالقرب من هادروت.
وفي 23 أكتوبر صرحت السلطات الأرمينية أن النزاع أدى إلى نزوح أكثر من نصف سكان قرة باغ، أي مايقرب من 90 ألف شخص. كما زعمت لجنة الإنقاذ الدولية أن أكثر من نصف سكان قرة باغ قد نزحوا بسبب النزاع. وفي 2 نوفمبر صرحت السلطات الأذربيجانية أن النزاع أدى إلى نزوح مايقرب من 40 ألف شخص في أذربيجان.
وأصيب سبعة صحفيين. ففي 1 أكتوبر أصيب صحفيان فرنسيان من صحيفة لوموند كانا يغطيان الاشتباكات في خوجاوند جراء قصف أذربيجان. وبعد أسبوع أصيب ثلاثة صحفيين روس بجروح خطيرة في شوشا جراء هجوم أذربيجاني. وفي 19 أكتوبر بحسب مصادر أذربيجانية أصيب صحفي أذربيجاني من قناة AzTV بجروح من شظايا قذائف أرمنية في منطقة آقدام.

#### عسكرية
أفادت السلطات الأرمنية بمقتل 3360 جنديًا أثناء الحرب، بينما صرحت السلطات الأذربيجانية بمقتل أكثر من 5000 جندي أرمني، وأضعاف ذلك من الإصابات في 28 أكتوبر. وبعد الحرب صرح المدير السابق لجهاز الأمن القومي الأرمني أرتور فانيتسيان أن حوالي 5000 أرمني قتلوا خلال الحرب. كما ذكرت السلطات الأرمينية أن أذربيجان أسرت حوالي 60 جنديًا أرمنيًا. وصرح الرئيس السابق لدائرة المراقبة العسكرية في وزارة الدفاع الأرمينية موفسيس هاكوبيان أنه في اليوم الخامس من الحرب كان هناك 1500 فار من القوات المسلحة الأرمينية، أمسك بهم في قرة باغ ولم يُسمح لهم بالعودة إلى أرمينيا خوفا من نشر الذعر. ووصف السكرتير الصحفي لرئيس الوزراء الأرميني هذه الاتهامات بأنها سخيفة وطلب من وكالات إنفاذ القانون التعامل معها. وصرح المفوض العسكري السابق لأرمينيا اللواء ليفون ستيبانيان أن عدد الفارين من الجيش الأرميني كان أكثر من 10,000 وأنه من غير الممكن مقاضاة مثل هذا العدد الكبير من الأفراد العسكريين. وأثناء اشتباكات ما بعد الحرب صرحت الحكومة الأرمينية أنه فقد 60 جنديًا، ومن ضمنهم عشرات الأسرى. وذكرت سلطات أرتساخ في 27 أكتوبر أن وزير دفاعها جلال هاروتيونيان أصيب أثناء القتال. ومع ذلك فقد ذكرت مصادر عسكرية أذربيجانية غير رسمية أنه قُتل ونشرت لقطات تظهر الاغتيال من كاميرا بدون طيار.
أثناء النزاع لم تكشف الحكومة الأذربيجانية عن عدد خسائرها العسكرية. في 11 يناير صرحت أذربيجان أن 2854 من جنودها قتلوا أثناء الحرب، بينما فقد 50 آخرون. وأضافت أن 11 جنديًا أذربيجانيًا قتلوا خلال الاشتباكات التي أعقبت الحرب أو انفجارات الألغام الأرضية. وفي 23 أكتوبر أكد الرئيس الأذربايجاني إلهام علييف مقتل شكور حميدوف الذي كان بطلاً قومياً لأذربيجان في 2016 خلال العمليات في مقاطعة قبادلي. كانت هذه أول إصابة عسكرية تؤكدها الحكومة رسميًا. ومع ذلك ادعت السلطات الأرمينية وآرتساخ مقتل 7630 جنديًا أذربيجانيًا ومرتزقة سوريين.
وثق المرصد السوري لحقوق الإنسان مقتل ما لا يقل عن 541 مقاتلا أو مرتزقا سوريا قاتلوا مع أذربيجان. في 14 نوفمبر أفاد المرصد بمقتل قائد فرقة الحمزة بالجيش الوطني السوري.

### البنية التحتية

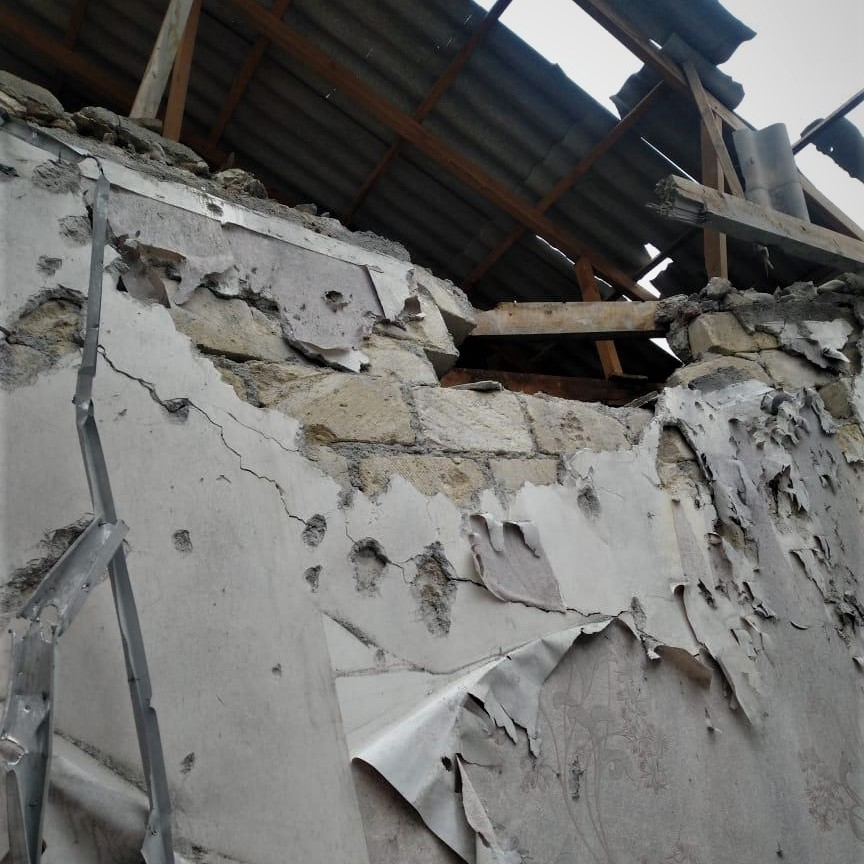
صرحت السلطات الأذربيجانية بأن حوالي أربعة آلاف هدف مدني تضرر في أراضي مقاطعة ترتر نتيجة قصف المنطقة.

تعرضت المقاطعات والمدن الكبرى مثل غنجة ثاني أكبر مدينة في أذربيجان وستيباناكيرت عاصمة قرة باغ لتدمير العديد من المباني والمنازل. وأبلغت عدة منافذ عن زيادة حالات الإصابة بـ مرض فيروس كورونا 2019 في قرة باغ لا سيما في ستيباناكيرت، حيث أُجبر السكان على العيش في مخابئ مكتظة بسبب القصف المدفعي وطائرات بدون طيار. كما تم الإبلاغ عن صعوبات في الاختبار وتتبع المخالطين أثناء النزاع.
وتضررت كاتدرائية غزانتشوتسوت في شوشا نتيجة القصف. وفي 19 أكتوبر اندلع حريق قوي في مصنع للقطن في آزاد قرقويونلو بمقاطعة ترتر نتيجة القصف المدفعي الأرمني، مما أدى إلى إحراق عدة حظائر كبيرة للمصنع بالكامل. أشار تقرير أمين مظالم حقوق الإنسان المدعوم من أرمينيا في قرة باغ إلى تدمير 5800 من الممتلكات الخاصة و 520 مركبة خاصة، وإلحاق أضرار بـ 960 هدف للبنية التحتية المدنية والصناعية والحدمات العامة. وفي 16 نوفمبر أبلغ مكتب المدعي العام لجمهورية أذربيجان عن تضرر 3410 منزل خاص و 512 منشأة مدنية و 120 مبنى سكني متعدد الطوابق خلال الحرب.

### العتاد العسكري
في 7 أكتوبر 2020 أبلغت أذربيجان أنها دمرت حوالي 250 دبابة وعربة مصفحة أخرى و150 مركبة عسكرية أخرى و11 مركز قيادة ومراقبة و270 وحدة مدفعية وراجمات صواريخ ومنها BM-27 Uragan و60 نظام أرمني مضاد للطائرات ومنها 4 أس - 300 و 25 9K33 Osas؛ و18 طائرة بدون طيار و 8 مستودعات أسلحة. وفي 16 أكتوبر صرح الرئيس الأذربيجاني أن خسائر الأرمن بلغت 2 مليار دولار أمريكي. ثم أعلن لاحقا أن أذربيجان دمرت في 12 أكتوبر منصة إطلاق صواريخ Tochka-U. وفي 14 أكتوبر أعلنت أنها دمرت خمس دبابات من طراز تي-72 وثلاث قاذفات صواريخ BM-21 Grad، ونظام صواريخ 9K33 Osa ومركبة بي إم بي-2 ومدفع دفاع جوي KS-19 ومدفعان من طراز D-30. والعديد من سيارات الجيش الأرمني. ثم أعلنت في اليوم نفسه عن تدمير ثلاث قاذفات صواريخ باليستية تكتيكية من طراز R-17 Elbrus كانت تستهدف غنجة ومينجاشيفير. أكد مراسلو بي بي سي عن تدمير قاذفة صواريخ باليستية تكتيكية واحدة على الأقل بالقرب من واردنيس القريبة من حدود أذربيجان، ونشروا أدلة مصورة تدعم هذه المعلومات. وفي وقت لاحق نشر الصحفي الأمريكي جوش فريدمان مقطع فيديو عالي الجودة لقاذفة صواريخ أرمينية باليستية مدمرة.
أفادت السلطات الأرمينية وآرتساخ في البداية بإسقاط أربع مروحيات أذربيجانية وتدمير عشر دبابات وعربات IFV بالإضافة إلى 15 طائرة بدون طيار. ثم عدلت الأرقام لاحقا إلى 36 دبابة وعربة أفراد مدرعة مدمرة، وأنها دمرت مركبتان هندسيتان قتاليتان مدرعتان وأربع مروحيات و 27 مركبة درون أسقطت كلها في اليوم الأول من الأعمال العدائية. أصدروا لقطات تظهر تدمير أو تلف خمس دبابات أذربيجانية. وفي 2 أكتوبر قال جيش الدفاع أرتساخ إنه دمر 39 مركبة عسكرية أذربيجانية، ومنها دبابة تي-90، وأربع قاذفات مقاتلة SU-25 وثلاث مروحيات هجومية من طراز Mi-24؛ و 17 طائرة بدون طيار.
ولكن وفقًا لمجموعة أبحاث الحرب الهولندية Oryx التي توثق الخسائر المؤكدة بصريًا من كلا الجانبين، فإن أرمينيا فقدت 222 دبابة (134 دمرت. 5 تضررت، 83 تم الاستيلاء عليها)، و58 مركبة قتالية مصفحة (دمرت: 25، تم الاستيلاء عليها: 33)، و540 شاحنة ومركبة وسيارة جيب (دمرت: 261، تضررت: 8، تم الاستيلاء عليها: 271). بينما خسرت أذربيجان 36 دبابة (دمرت: 22، تضررت: 11، مهجورة: 1، تم الاستيلاء عليها: 2، تم الاستيلاء عليها ولكنها فقدت فيما بعد: 1)، 14 عربة قتال مصفحة (مدمرة: 2، تضررت: 1، مهجورة: 4، تم الاستيلاء عليها: 9)، 31 شاحنة ومركبة وسيارات جيب (مدمرة: 16، تضررت: 9، مهجورة: 5، تم الاستيلاء عليها: 2)، و11 طائرة قديمة An-2 استخدمت لتكون طعمًا للدرون كي تكشف أرمينيا عن مواقع أنظمة الدفاع الجوي. وأحصت Oryx المركبات والمعدات المدمرة التي لها دليل مصور أو بالفيديو، وبالتالي فإن العدد الفعلي للمعدات التي دُمِّرَت أعلى.

## دراسة تحليلية

### المشاعر القومية
عاش الأرمن والأذربيجانيون جنبًا إلى جنب في ظل الحكم السوفيتي، ولكن عندما انهار الاتحاد السوفيتي تأججت العنصرية والقومية الشرسة بينهما، مما تسبب في قيام الأرمن والأذربيجانيين بالتعبير عن أنماطهم وتشكيل الخطابات الاجتماعية والسياسية ضد بعضهم البعض. أدت المشاعر المعادية المتنامية بين الأرمن وأذربيجان قبل وأثناء وبعد حرب قرة باغ الأولى إلى موجة أعمال عنف عرقية، وقيام مذابح ضد بعضهما البعض. مثل مذابح الأرمن في أذربيجان كما في سومغيت وباكو، وضد الأذربيجانيين في أرمينيا وناغورني كاراباخ، كما في غوغارك وستيباناكيرت. واعتبر التحريض على الضغينة والترويج لخطاب الكراهية أحد العقبات الرئيسية أمام خلق الظروف اللازمة لعملية السلام.

### أهداف أذربيجان

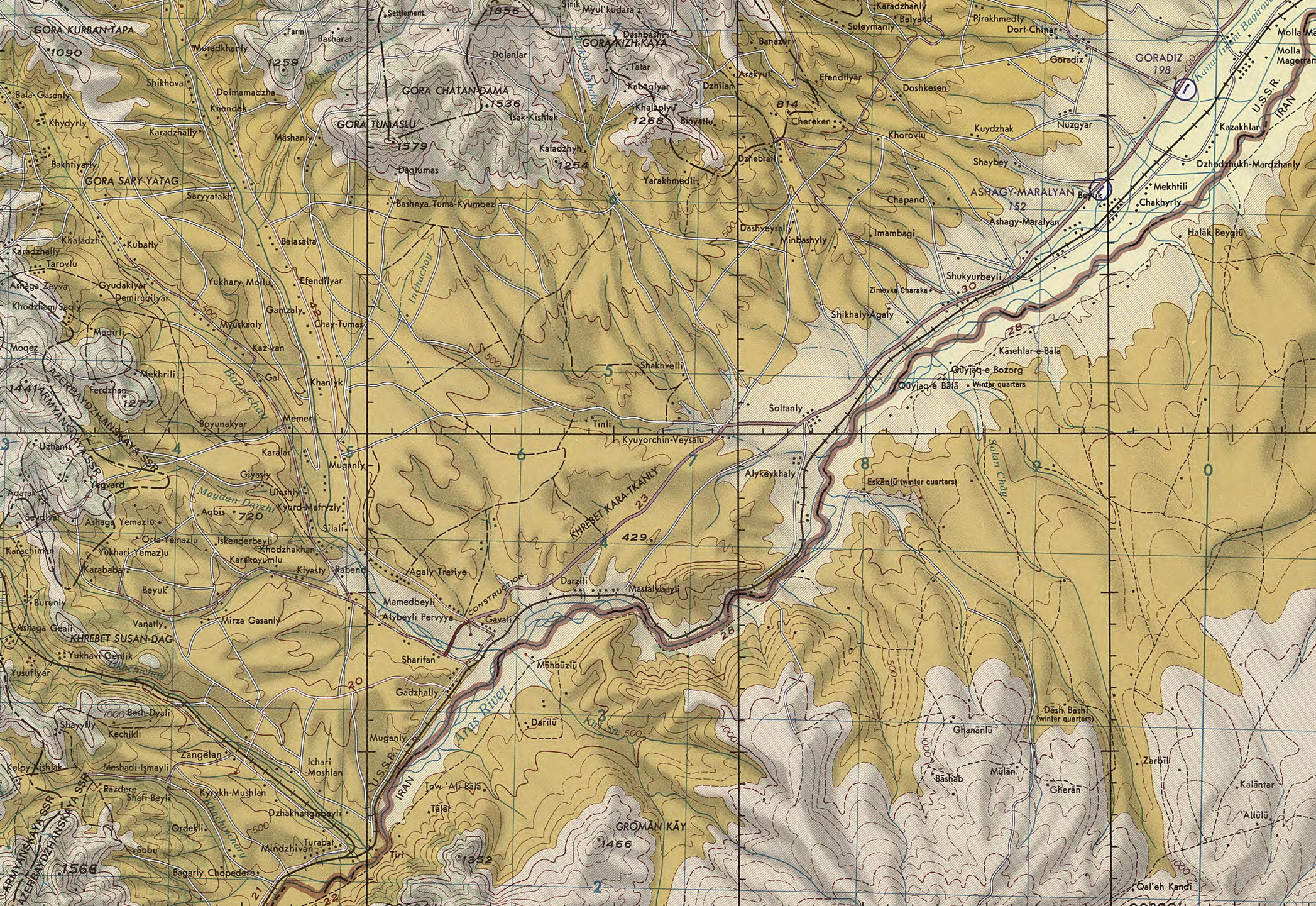
تركزت معظم الإنجازات الأولية الناجحة لأذربيجان في المناطق الواقعة على طول نهر أراس، والتي تتميز بتضاريس جبلية أقل مقارنة بالأراضي الشمالية والوسطى في المنطقة.

في مقابلة أجريت معه في 27 سبتمبر 2020 قال الخبير الإقليمي توماس دي وال إنه من غير المرجح أن تكون الأعمال العدائية قد بدأها الأرمن، لأنهم كانوا فعليا مستحوذين على المنطقة المتنازع عليها وأنهم أرادوا تحفيز الوضع الراهن، بينما ولعدة أسباب حسبت أذربيجان أن العمل العسكري قد يظفر بشيء". كان الهدف المشتبه به لهجوم أذربيجان هو الاستيلاء على مقاطعتي فضولي وجبرائيل في جنوب مرتفعات قرة باغ، حيث التضاريس أقل جبلية وأكثر ملاءمة للعمليات الهجومية. وبحسب الخبير العسكري الروسي ميخائيل خودارينوك فإن أذربيجان قد خططت واستعدت بعناية للعملية الهجومية؛ وأضاف بأن الجيش الأذربيجاني لم يستطع على ما يبدو اكمال أهدافه الأولية خلال الأيام الخمسة الأولى من الاشتباكات، ولم يستولي على فضولي ولا ماردكيرت. وبالمثل اعتقد الخبير السياسي أركادي دوبنوف من مركز كارنيجي في موسكو أن أذربيجان شنت هجومًا لتحسين موقف أذربيجان في وقت مناسب للأعمال العدائية على الأرض.

### تركيا وروسيا
عبرت كلا من روسيا وتركيا بقوة على مصالحهما الجيوستراتيجية في المنطقة خلال الحرب. وقد وُصِف كلاهما على أنهما مستفيدان من اتفاقية وقف إطلاق النار، حيث ذكرت مجلة الإيكونوميست أنه بالنسبة لروسيا والصين وتركيا فإنها مستفيدة اقتصاديًا. وفي أواخر أكتوبر استهدفت غارات جوية روسية شديدة معسكرا تدريبيا لفيلق الشام، وهي واحدة من أكبر الجماعات المتمردة الإسلامية السنية المدعومة من تركيا في محافظة إدلب السورية، مما أسفر عن مقتل 78 مواليًا في عمل فُسِّر على نطاق واسع على أنه تحذير لأنقرة بشأن تورط الأخيرة في قتال قرة باغ.

#### تركيا
ترتبط أذربيجان وتركيا بعلاقات عرقية وثقافية وتاريخية، ويشير كلا البلدين إلى علاقتهما على أنها علاقة بين «دولتين وأمة واحدة». ساعدت تركيا (ثم السلطنة العثمانية) أذربيجان في الحصول على استقلالها سنة 1918 من الإمبراطورية الروسية، وأصبحت أول دولة تعترف باستقلال أذربيجان عن الاتحاد السوفيتي سنة 1991. وتركيا أيضًا كانت ضامنًا لجمهورية ناختشفان المتمتعة بالحكم الذاتي، وهي معزولة عن أذربيجان منذ 1921. رأى معلقون آخرون دعم تركيا لأذربيجان بأنها جزء من سياسة خارجية نشطة، وربطوها بالسياسات العثمانية الجديدة في سوريا والعراق وشرق البحر المتوسط. وصف الأرمن دور تركيا البارز في الصراع على أنه استمرار للإبادة الجماعية لهم، والقتل الجماعي وطرد الحكومة العثمانية لـ 1.5 مليون أرمني، لا سيما بالنظر إلى إنكار تركيا المستمر لتلك الإبادة. وقد قدمت تركيا دعمًا عسكريًا لأذربيجان، مثل الخبراء العسكريون والمرتزقة السوريون. وسيكون المنفذ المنصوص عليه في اتفاقية وقف إطلاق النار الذي يربط ناختشفان بالجزء الرئيسي لأذربيجان عبر أرمينيا، من شأنه أن يوفر لتركيا منفذًا تجاريًا إلى آسيا الوسطى ومبادرة الحزام والطريق الصيني.

#### روسيا
سعت روسيا إلى الحفاظ على علاقات جيدة مع أذربيجان وباعت أسلحة لكلا الطرفين. وقبل الحرب كانت روسيا تمتلك قاعدة عسكرية في أرمينيا جزء من تحالف عسكري مع أرمينيا، وبالتالي فهي ملزمة بموجب المعاهدة بالدفاع عن أرمينيا في حالة الحرب. كما هو الحال في سوريا وفي الحرب الأهلية المستمرة في ليبيا، كان بين روسيا وتركيا العضو في الناتو مصالح متعارضة. يبدو أن تركيا استخدمت الصراع في محاولة للاستفادة من نفوذها في جنوب القوقاز على حدودها الشرقية، وذلك باستخدام الموارد العسكرية والدبلوماسية لتوسيع دائرة نفوذها في الشرق الأوسط وتهميش نفوذ روسيا، وهي قوة إقليمية أخرى. اتبعت روسيا تاريخيًا سياسة الحفاظ على الحياد في النزاع، ولم تطلب أرمينيا المساعدة رسميًا. ووفقًا لمدير برنامج الدراسات الروسية في وكالة الأنباء المركزية، لم يكن من في المرجح أن تتدخل روسيا عسكريًا في بداية الحرب ما لم تتكبد أرمينيا بخسائر فادحة. كما أصدرت وزارة الخارجية الروسية بيانًا قالت فيه إن روسيا ستقدم لأرمينيا كل مساعدة ممكنة إذا طالت الحرب أراضي أرمينيا، حيث إن كلا البلدين جزء من منظمة معاهدة الأمن الجماعي. ومع ذلك عندما قصفت القوات الأذربيجانية الأراضي الأرمنية في 14 أكتوبر 2020، لم تتدخل روسيا بشكل مباشر في النزاع. في مقال نشرته صحيفة فيدوموستي الروسية في 10 نوفمبر كتب كونستانتين ماكينكو عضو لجنة الدفاع بمجلس الدوما أن العواقب الجيوسياسية للحرب كانت كارثية ليس فقط لأرمينيا ولكن لروسيا أيضًا، لأن نفوذ موسكو في جنوب القوقاز قد تضاءل بينما ازدادت هيبة تركيا الناجحة والقوية بقوة كبيرة. واتخذ ألكسندر جابيف من مركز كارنيجي في موسكو وجهة نظر معاكسة، واصفا اتفاقية السلام بأنها انتصار لروسيا، لأنها حالت دون هزيمة نهائية لقرة باغ وذلك بإعطاء روسيا مسؤولية ممر لاتشين الاستراتيجي، مما عزز نفوذها في المنطقة.

### التكتيكات العسكرية
سمحت ثروة أذربيجان النفطية بالحصول على ميزانية عسكرية أعلى من أرمينيا، واشترت أنظمة أسلحة متطورة من إسرائيل وروسيا وتركيا. على الرغم من الحجم المماثل للجيشين، إلا أن أذربيجان تفوقت  بالدبابات وناقلات جند مدرعة ومركبات قتال مشاة، كما جمعت أسطولًا من طائرات بدون طيار تركية وإسرائيلية. وقامت أرمينيا ببناء طائراتها بدون طيار، لكنها كانت ضعيفة جدا أمام التركية والإسرائيلية التي لدى أذربيجان. وتمتعت أذربيجان بميزة الكم في أنظمة المدفعية، لا سيما مدفعية ذاتية الحركة وقاذفات الصواريخ المتعددة بعيدة المدى، بينما تتمتع أرمينيا بميزة طفيفة في الصواريخ الباليستية التكتيكية. بسبب أنظمة الدفاع الجوي التي يمتلكها كلا الجانبين، لم يكن هناك استخدام يذكر للطيران العسكري أثناء النزاع. في رأي المحلل العسكري مايكل كوفمان مدير برنامج الدراسات الروسية في وكالة الأنباء القبرصية وزميل في معهد كينان، نشرت أذربيجان مرتزقة من سوريا سعياً لتقليل الخسائر في قواتها: "لقد تسببوا في وقوع إصابات قليلة في وقت مبكر، خاصة في الجنوب الشرقي، وقد اُسْتُخْدِم هؤلاء المرتزقة لتكون قوات هجومية قابلة للاستهلاك للذهاب في الموجة الأولى. لقد حسبوا بسخرية أنه إذا تبين أن هذه الهجمات لم تكن ناجحة في البداية  فمن الأفضل أن يكون الضحايا من المرتزقة وليست من قوات أذربيجانية.
وفقًا لغوستاف جريسيل الزميل السياسي في المجلس الأوروبي للعلاقات الخارجية، فإن الجيش الأرمني كان متفوقًا على الجيش الأذربيجاني على المستوى التكتيكي، مع ضباط أفضل وقيادة أكثر ديناميكية وجنودًا أكثر حماسًا، ولكن تُغُلِّبَ على هذا من خلال قدرة أذربيجان على استخدام الطائرات بدون طيار لاكتشاف كل من المواقع الأرمنية الأمامية والاحتياطية ثم استخدام المدفعية التقليدية والصواريخ الباليستية لعزل وتدمير القوات الأرمنية. وأصر جريسيل بأن الجيوش الأوروبية ليست أفضل استعدادًا للحرب المضادة للطائرات بدون طيار من أرمينيا (حيث تمتلك فرنسا وألمانيا فقط بعض قدرات التشويش المحدودة) ويحذر من عدم وجود أنظمة دفاع جوي ذاتية الدفع وأنظمة رادار قادرة على «مؤامرة الاندماج»(القدرة على الجمع بين أصداء الرادار من رادارات متعددة) اللازمة لتتبع الطائرات بدون طيار تجعل القوات الأوروبية معرضة بشدة للدرونات الانتحارية والطائرات الصغيرة بدون طيار.
في الرأي الذي عبّر عنه الخبير العسكري الروسي فلاديمير يفسيف بعد نهاية الحرب، لأسباب لم تكن واضحة تمامًا يبدو أن أرمينيا لم تنفذ التعبئة التي أعلنت عنها ولم يتم نشر الأفراد المجندين في منطقة الصراع.

#### حرب الطائرات بدون طيار

خط أنابيب باكو-تبليسي-جيهان (الأخضر) هو واحد من عدة خطوط أنابيب تمتد من باكو.

استخدمت أذربيجان الطائرات بدون طيار والمجسات بشكل فعال للغاية، مما دل حسب الإيكونوميست بأنه «نوع جديد من القوة الجوية بأسعار معقولة». فنفذت الدرون الأذربيجانية ولا سيما بيرقدار تي بي 2 عمليات استطلاع ونقل إحداثيات الأهداف إلى المدفعية الأذربيجانية وتنفيذ ضربات دقيقة. وذكر المحللون أن استخدام تلك الطائرات في هذه الحرب سيمكن الدول الصغيرة من إجراء عمليات جوية فعالة، مما يجعل الصراعات قليلة الحدة أكثر فتكًا. وتوفر الدعم الجوي القريب من خلال طائرات انتحارية متخصصة، مثل هاروب جعل الدبابات عرضة للخطر، مما يجبر على فرض تغييرات في عقيدة الحرب المدرعة. كما ورد أن أذربيجان قد استخدمت أيضًا طائرة درون انتحارية أخرى وهي STM Kargu التركية الصنع.

#### استهداف خطوط الأنابيب
أثيرت مخاوف بشأن أمن صناعة النفط في أذربيجان. حيث ذكرت أذربيجان أن أرمينيا استهدفت أو حاولت استهداف خط أنابيب باكو-تبليسي-جيهان الذي يمثل حوالي 80٪ من صادرات النفط للبلاد، وخط أنابيب باكو-نوفوروسيسك. ورفضت أرمينيا تلك الاتهامات.

#### استخدام الدعاية

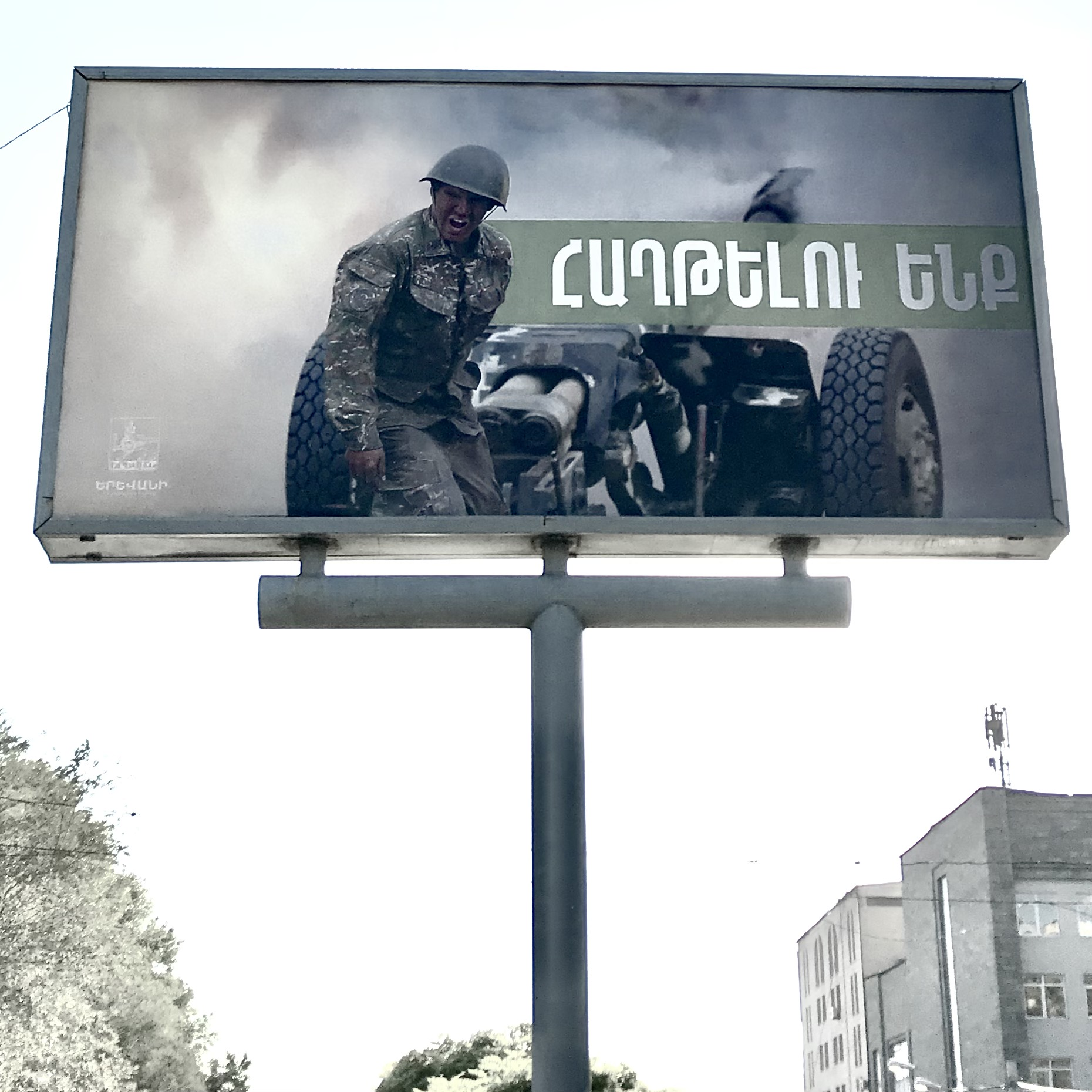
عرضت لوحات إعلانية في يريفان لقطات نشرتها وزارة الدفاع الأرمينية مع بداية الصراع.

شارك الطرفان في حملات دعائية واسعة النطاق من خلال استخدام حسابات وسائل الإعلام الاجتماعية الرسمية والتضخيم عبر الإنترنت، ومنها وسائل الإعلام الروسية. إن قدرة الطائرات بدون طيار على تسجيل عمليات القتل قد مكنت من شن حملة دعائية أذربيجانية فعالة للغاية. ففي باكو بثت اللوحات الإعلانية الرقمية لقطات عالية الدقة لصواريخ تضرب الجنود والدبابات والأعتدة الأرمينية. قال الرئيس الأذربيجاني إلهام علييف للتلفزيون التركي إن الطائرات بدون طيار التي تديرها أذربيجان قد قللت من عدد الضحايا في أذربيجان، قائلاً: أظهرت الطائرات بدون طيار قوة تركيا وتمكّن الأذربيجانيين.

#### الحرب السيبرانية
شارك قراصنة من أرمينيا وأذربيجان والدول الحليفة لهما بنشاط في الحرب الإلكترونية، حيث استهدف المتسللون الأذربيجانيون المواقع الأرمنية ونشروا تصريحات علييف، واستهدف المتسللون اليونانيون المواقع الحكومية الأذربيجانية. كانت هناك جهود منسقة من كلا الجانبين على وسائل التواصل الاجتماعي فيما يتعلق بنشر المحتوى. فَنُشِّرَت معلومات مضللة ومقاطع فيديو لأحداث قديمة بأنها أحداث جديدة ومختلفة متعلقة بالحرب. وشهد إنشاء حسابات جديدة على وسائل التواصل الاجتماعي طفرة كبيرة للنشر عن أرمينيا وأذربيجان، ومع أن العديد من المستخدمين هم حقيقيون، إلا أن هناك العديد من الحسابات الوهمية قد اُكْتُشِفَت.

## جرائم حرب مشتبه بها
صرح الأمين العام للأمم المتحدة أنطونيو غوتيريس أن الهجمات العشوائية على المناطق المأهولة بالسكان مثل ستيباناكيرت وغنجة وغيرها من المقاطعات في مناطق النزاع في مرتفعات قرة باغ وحولها هي غير مقبولة بالمرة. وذكرت منظمة العفو الدولية أن القوات الأذربيجانية والأرمنية ارتكبت جرائم حرب أثناء القتال في قرة باغ، ودعت السلطات الأذربيجانية والأرمنية إلى إجراء تحقيقات مستقلة ونزيهة على الفور، وتحديد المسؤولين عنها وتقديمهم إلى العدالة.
بدأت أذربيجان التحقيق في جرائم الحرب التي ارتكبها الجنود الأذربيجانيون في نوفمبر واعتقلت في 14 ديسمبر أربعة من جنودها.

### أرمينية

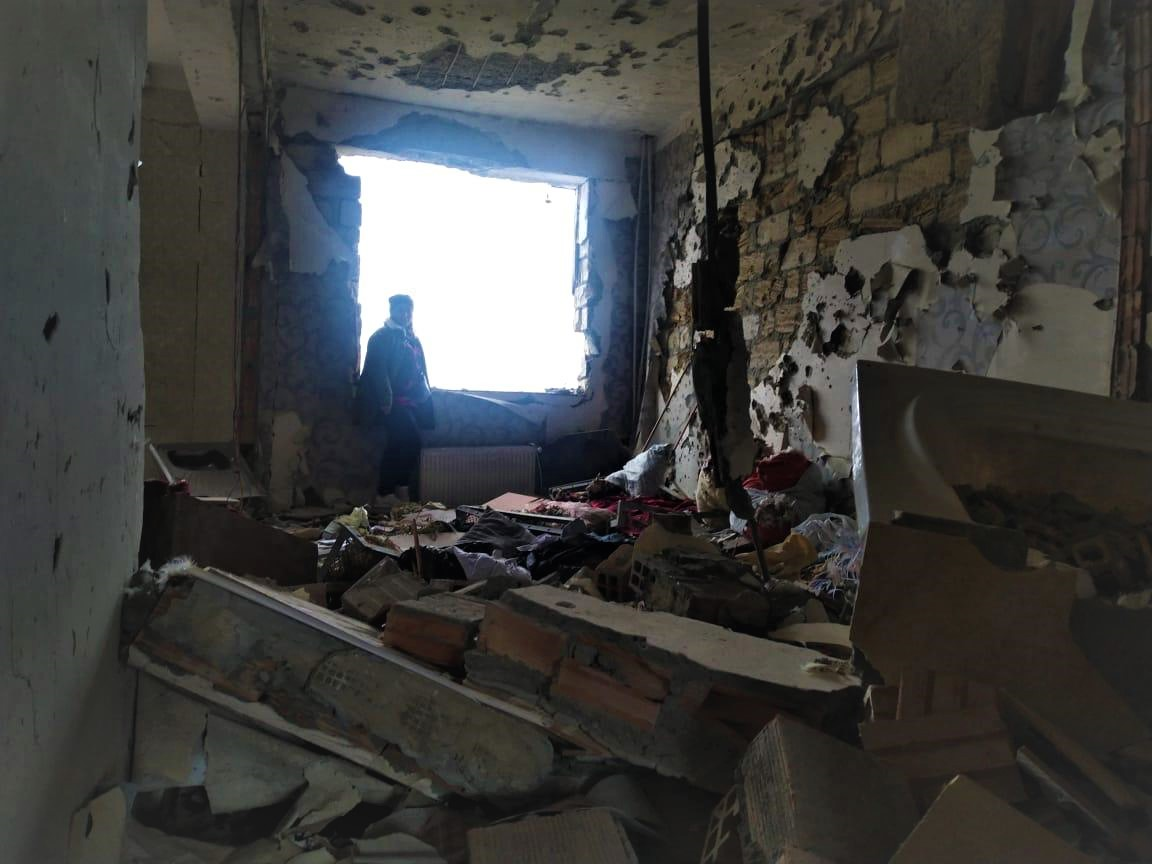
قصفت القوات الأرمينية عشوائيًا بلدة شيخارخ وألحقت أضرارا بالشقق والمدارس. وقد بنيت المدينة لللاجئين الأذربيجانيين في حرب قرة باغ الأولى.

قصفت أرمينيا العديد من المدن الأذربيجانية خارج منطقة الصراع، وأغلبها مدن ترتر وبيلقان وبردعة. ومن ضمن الهجمات التي أبلغت عنها أذربيجان هجومًا على بيلقان في 4 أكتوبر الذي أسفر عن مقتل مدنيين اثنين وإصابة 2 آخرين، وحدروت في 10 أكتوبر مما أدى إلى إصابة عامل طبي بجروح خطيرة، وفضولي في 20 أكتوبر فقتل مدني واحد وستة جرحى، وترتر في 20 أكتوبر فقتل مدنيين وإصابة آخر وأيضا في 10 نوفمبر فجرح مدني. وفي 9 نوفمبر كان هناك أكثر من 93 حالة وفاة بين المدنيين و 416 إصابة مدنية في مناطق أذربيجان خارج منطقة الحرب.
أفادت هيومن رايتس ووتش أنه في 27 سبتمبر شنت القوات الأرمينية هجوماً بالمدفعية على قاشلتي في مقاطعة غورانبوي، الذي أسفر عن مقتل خمسة أفراد من عائلة واحدة، وتدمير العديد من المنازل. فحصت هيومن رايتس ووتش المنزل المدمر ووجدت فيه بقايا ذخيرة في الفناء تشبه شظايا مدفعية ثقيلة. كما أفادت أن القوات الأرمينية قصفت حاسم محمدلي بمقاطعة آقدام في 1 أكتوبر في أرض زراعية حوالي الساعة 11:00، فقتلت مدنيين اثنين. وذكرت منظمة رصد حقوق الإنسان أنها لم تعثر على أهداف عسكرية واضحة أثناء زيارتهم للقرية. كما أفادت هيومن رايتس ووتش أن القوات الأرمينية شنت هجومًا مدفعيًا في 4 أكتوبر في تاب قاراقويونلو في غورانبوي حوالي الساعة 16:30، فأسفر عن إصابة أحد المدنيين. وفي 5 أكتوبر أفادت هيومن رايتس ووتش أن القوات الأرمينية أسقطت قذائف في حقل على بعد 500 متر من بابي في فضولي. وصرحت السلطات الأذربيجانية بأنها تعرفت على الذخيرة على أنها صاروخ سكود-بي البالستي وقطر الحفرة 15 مترًا.
قصفت القوات الأرمينية بشكل مكثف مقاطعة ترتر خلال الحرب. ففي 28 سبتمبر تسبب القصف في دمار واسع ومقتل العديد من المدنيين. فلجأ آلاف الأشخاص من  أهالي مدينة ترتر إلى المدن المجاورة مثل بردعة. ذكرت السلطات الأذربيجانية أن القوات الأرمينية أطلقت 15500 قذيفة على أراضي مقاطعة ترتر حتى 29 أكتوبر، مع إطلاق أكثر من 2000 قذيفة على ترتر في بعض الأيام. واظهرت الأرقام الرسمية الأذربيجانية أن أكثر من ألف من الأهداف المدنية مثل المدارس والمستشفيات والمباني الحكومية إما تضررت أو دمرت أثناء القصف. تأكدت هيومن رايتس ووتش من العديد من الهجمات المستهدفة على المدنيين والأعيان المدنية، مثل رياض الأطفال والمستشفيات من قبل القوات الأرمينية. كما ذكرت أن القوات العسكرية الأرمينية نفذت بشكل غير قانوني هجمات صاروخية وصواريخ عشوائية على الأراضي الأذربيجانية، وأن هذه الهجمات العشوائية تعتبر جرائم حرب. دفع القصف المستمر للمدينة الأذربيجانيين إلى تسمية ترتر بستالينجراد أذربيجان، واتهم الرئيس إلهام علييف أرمينيا بمحاولة تحويل ترتر إلى آقدام ثانية، وأطلق عليها سكانها المحليين اسم هيروشيما القوقاز. كما أدانت تركيا قصف الأرمن لمقبرة في ترتر أثناء مراسم جنازة، وفي 29 أكتوبر صرح رئيس السلطة التنفيذية في مقاطعة ترتر مستجم محمدوف أنه خلال الحرب قُتل 17 مدنياً وأصيب 61 شخصاً في مقاطعة ترتر بسبب القصف. وبحسب قوله عانى حوالي 1200 شخص من القصف. وأفادت السلطات الأذربيجانية في وقت لاحق بإصابة مدنيين اثنين آخرين.
أدت أربع هجمات صاروخية منفصلة على مدينة غنجة بين 4 و 17 أكتوبر إلى مقتل 26 وإصابة 125 مدنياً ومن بين الضحايا نساء وأطفال. ندد الاتحاد الأوروبي تلك الهجمات، واتهمت السلطات الأذربيجانية القوات الأرمينية بارتكاب جرائم حرب من خلال إطلاق صواريخ باليستية على مستوطنات مدنية، واصفة الهجوم الثالث بأنه عمل من أعمال الإبادة الجماعية. نفت أرمينيا مسؤوليتها عن الهجمات. وأكد جيش دفاع أرتساخ مسؤوليته عن الهجوم الأول، لكنه نفى استهداف مناطق سكنية زاعمًا أنه أطلق النار على أهداف عسكرية، وخاصة مطار غنجة الدولي. ولاحقا نفى كل من مراسل صحفي من الموقع لوسائل إعلام روسية ومدير المطار إصابة المطار، بينما زارت أورلا جويرين مراسلة بي بي سي نيوز المكان ولم تعثر أي دليل بوجود هدف عسكري هناك.
في 15 أكتوبر قصفت القوات الأرمينية مقبرة على بعد 400 متر (1,300 قدم) شمال مدينة ترتر خلال مراسم جنازة، مما أسفر عن مقتل 4 مدنيين وإصابة 4 آخرين. أكد ذلك صحفيون محليون وهيومن رايتس ووتش. كما أكدت الرئاسة الأذربيجانية تعرض المقبرة للقصف في الصباح.
وفي 25 أكتوبر ظهر شريط فيديو على الإنترنت لمراهق أرميني يرتدي ملابس مدنية يساعد الجنود في إطلاق نيران المدفعية على المواقع الأذربيجانية. فاتهمت أذربيجان أرمينيا باستخدام الجنود الأطفال. وبعدها بيوم أصدر أمين المظالم في آرتساخ بيانًا زعم فيه أن الصبي في الفيديو يبلغ من العمر 16 عامًا ولم يشارك بشكل مباشر في أعمال عسكرية وكان يعمل مع والده.
أفادت هيومن رايتس ووتش أنه في 28 أكتوبر حوالي الساعة 17:00 أطلقت القوات الأرمينية قذائفها على تاب قاراقويونلو في منطقة غورانبوي مما أدى إلى مقتل مدني.
ضرب جيش أرتساخ مدينة بردعة الأذربيجانية مرتين يومي 27 و 28 أكتوبر مما أسفر عن مقتل 26 مدنياً وإصابة أكثر من 83، مما جعله الهجوم الأكثر دموية في النزاع. فتعرضت البنية التحتية المدنية والمركبات لأضرار جسيمة. وأنكرت أرمينيا مسؤوليتها لكن منظمة العفو الدولية وهيومن رايتس ووتش ذكرت أن أرمينيا أطلقت أو زودت آرتساخ عمداً قنابل عنقودية وصواريخ سميرش المستخدمة في الهجوم. أقرت أرتساخ بالمسؤولية لكنها قالت إنها استهدفت منشآت عسكرية. كما أفادت صحيفة نيويورك تايمز عن استخدام قنابل عنقودية. في 7 نوفمبر وفقًا لـ هيومن رايتس ووتش أطلقت القوات الأرمينية صاروخًا أصاب حقلًا زراعيًا بالقرب من قرية جيريكو وقتل صبيًا يبلغ من العمر 16 عامًا بينما كان يلعب مع أطفال آخرين. ذكرت السلطات الأذربيجانية أنها تعرفت على الذخيرة على أنها صاروخ 9M528 Smerch، ويحمل رأسًا حربيًا ينتج عنه تأثير الانفجار والتشظي. أفادت هيومن رايتس ووتش أن الباحثين لم يرصدوا أي أهداف عسكرية في المنطقة.
في 30 أكتوبر 2020 أفادت هيومن رايتس ووتش أن أرمينيا أو قوات أرتساخ استخدمت القنابل العنقودية ودعت أرمينيا إلى الكف فورا عن استخدامها أو إمدادها لقوات أرتساخ.

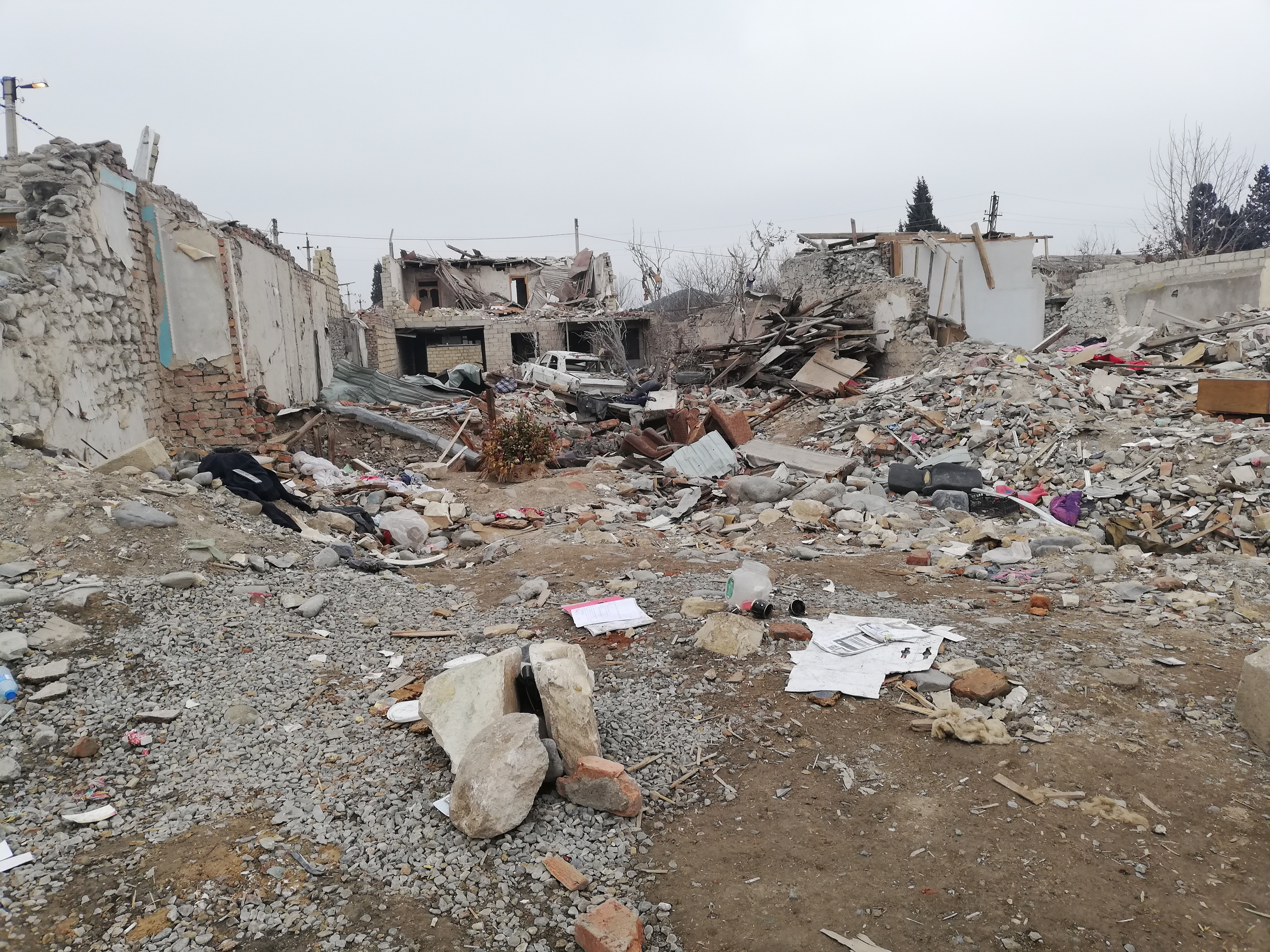
الدمار في غنجة بعد الهجمات الصاروخية الأرمينية على المدينة.

اتهمت أذربيجان رسميًا الجانب الأرمني بإساءة معاملة أسرى الحرب الأذربيجانيين. وذكر العديد من أسرى الحرب الأذربيجانيين في مقابلات مع وسائل الإعلام الأذربيجانية أنهم تعرضوا للتعذيب على أيدي خاطفيهم الأرمن حتى تمت إعادتهم إلى أذربيجان.
في 10 ديسمبر أصدرت منظمة العفو الدولية تقريراً عن مقاطع فيديو تصور جرائم حرب. في أحد المقاطع شوهد جنود أرمن يقطعون حنجرة أسير أذربيجاني. وكان الأسير ملقى على الأرض وهو مكمّم ومقيّد عندما اقترب منه جندي أرمني وأدخل سكينًا في حلقه. وأكد تحليل طبي مستقل أن الجرح الذي أصيب به أدى إلى وفاته خلال دقائق. كُشِف عن أحد عشر مقطع فيديو آخر يظهر المعاملة اللاإنسانية واعتداء الجيش الأرميني على الأسرى الأذربيجانيين. وفي مقاطع أخرى شوهد جنود أرمن يقطعون أذن جندي ميت، ويسحبون جثة جندي آخر بحبل مربوط حول قدميه، ويقفون على جثة جندي ميت. وفي 11 ديسمبر أصدرت هيومن رايتس ووتش تقريراً مستفيضاً عن الهجمات الصاروخية الأرمينية غير القانونية على المناطق المدنية الأذربيجانية. حقق التقرير في 18 غارة منفصلة أسفرت عن مقتل 40 مدنيا وإصابة العشرات. وخلال التحقيقات الميدانية في أذربيجان في نوفمبر وثقت هيومن رايتس ووتش 11 واقعة استخدمت فيها القوات الأرمينية صواريخ باليستية وصواريخ مدفعية غير موجهة وقذائف مدفعية من العيار الثقيل وقنابل عنقودية أصابت مناطق سكنية في هجمات عشوائية على ما يبدو. وفي أربع حالات على الأقل أصابت الذخائر مدنيين أو أهدافًا مدنية في مناطق لا توجد فيها أهداف عسكرية ظاهرة. بالإضافة إلى التسبب في سقوط ضحايا من المدنيين، دمرت الهجمات الأرمينية المنازل والشركات والمدارس والعيادات الصحية وساهمت في النزوح الجماعي. ودعت هيومن رايتس ووتش الحكومة الأرمينية إلى إجراء تحقيقات شفافة في هجمات قواتها بانتهاكها القانون الدولي وقوانين الحرب. وأصدرت تقريراً آخر في 15 ديسمبر حول استخدام أرمينيا للقنابل العنقودية في عدة هجمات على المناطق المدنية الأذربيجانية. ووثق باحثوها أربع هجمات بقنابل عنقودية في ثلاث مقاطعات بالبلاد، وهي بردعة وغورانبوي وترتر، أسفرت عن مقتل سبعة مدنيين على الأقل بينهم طفلان، وإصابة حوالي 20 بينهم طفلان. كما ذكرت هيومن رايتس ووتش أنه بما أن قوات أرتساخ لا تمتلك قنابل عنقودية فمن المرجح أن أرمينيا نفذت الهجمات أو زودت قوات أرتساخ بتلك القنابل.

### أذربيجانية
صرحت أرمينيا يوم 4 أكتوبر أن أذربيجان نشرت قنابل عنقودية ضد أهداف سكنية في ستيباناكيرت؛ وفي تقرير صادر عن منظمة العفو الدولية، حُدِّدَت القنابل العنقودية على أنها M095 DPICM إسرائيلية الصنع واستخدمتها القوات الأذربيجانية". وفي اليوم التالي صرح وزير الخارجية الأرميني زهراب ناتساكانيان أن استهداف القوات الأذربيجانية للسكان المدنيين في ناغورنو كاراباخ يرقى إلى مستوى جرائم الحرب، ودعا إلى إنهاء العدوان. ونفى علييف في نوفمبر استخدام القنابل العنقودية ضد مناطق مدنية في ستيباناكيرت في 1 و 2 و 3 أكتوبر 2020، وكذّب تصريحات المراسلين الذين وصفوا الهجمات بأنها "قصف عشوائي لبلدة مع عدم وجود أهداف عسكرية.
خلال تحقيق ميداني في ناغورنو كاراباخ في أكتوبر 2020 وثق فريق تحقيق هيومن رايتس ووتش أربع حوادث استخدمت فيها أذربيجان قنابل عنقودية إسرائيلية الصنع ضد مناطق مدنية. وذكر الفريق أنهم لم يعثروا على أي نوع من المواقع العسكرية في الأحياء السكنية المقصوفة بالقنابل العنقودية وأدانوا استخدامها ضد السكان المدنيين. وذكروا إن «استمرار استخدام الذخائر العنقودية - لا سيما في المناطق المأهولة بالسكان - يُظهر تجاهلاً صارخًا لسلامة المدنيين». وأضافوا بوجوب وقف أذربيجان الفوري في استخدامها المتكرر للقنابل العنقودية لأن استمرار استخدامها يؤدي إلى زيادة الخطر على المدنيين لسنوات قادمة. كما لاحظ فريق التحقيق أن العديد من المباني المدنية والبنية التحتية تضررت بشدة بسبب القصف.
ونشرت هيومن رايتس ووتش في 16 ديسمبر تقريراً عن هجومين منفصلين، تفصل بينهما ساعات على كاتدرائية غزانتشوتس في 8 أكتوبر في بلدة شوشا المعروفة عند الأرمن باسم شوشي، مما يشير إلى أن الكنيسة -وهي موقع مدني ذو أهمية ثقافية- كانت هدف متعمد على الرغم من عدم وجود أدلة على استخدامه لأغراض عسكرية. تؤكد بقايا الأسلحة الموجودة في الموقع استخدام القنابل الموجهة. وذكرت أن الغارتين على الكنيسة والثانية أثناء تجمع الصحفيين ومدنيين آخرين في الموقع متعمدة. ويجب فتح تحقيق محايد في هذه الهجمات ومحاسبة المسؤولين عنها".
وفي 15 أكتوبر ظهر شريط فيديو لأرمينيين أسرى أُعْدِمُوا على يد جنود أذربيجانيين؛ وحللت بيلنجكات مقاطع الفيديو وخلصت إلى أن اللقطات كانت حقيقية وأن كلاهما من المقاتلين الأرمن الذين أسرتهم القوات الأذربيجانية بين 9 و 15 أكتوبر، وأُعْدِمُوا لاحقًا. كما حققت هيئة الإذاعة البريطانية في مقاطع الفيديو وأكدت أن مقاطع الفيديو كانت من هادروت وصُوِّرَت في وقت ما بين 9-15 أكتوبر. وفتح أرمان تاتويان المدافع عن حقوق الإنسان في أرمينيا تحقيقًا، فعرض تلك المقاطع على المحكمة الأوروبية لحقوق الإنسان وعلى مجلس حقوق الإنسان التابع للأمم المتحدة ومجلس أوروبا والمنظمات الدولية الأخرى. وصرحت مفوضة الأمم المتحدة لحقوق الإنسان ميشال باشليت أن «التحقيقات المتعمقة التي أجرتها المنظمات الإعلامية في مقاطع الفيديو التي يبدو أنها تظهر القوات الأذربيجانية تعدم بإجراءات موجزة اثنين من الأرمن الأسرى في زي عسكري كشفت معلومات مقنعة ومقلقة للغاية».
في 10 ديسمبر أصدرت منظمة العفو الدولية تقريراً عن مقاطع فيديو تصور جرائم حرب من كلا الجانبين. في بعض مقاطع الفيديو هذه شوهد جنود أذربيجانيون يقطعون رأس جندي أرمني وهو على قيد الحياة. في مقطع فيديو آخر تقطع رقبة رجل كبير في السن يرتدي ثياباً مدنية. وفي 15 ديسمبر ذكرت الغارديان قيام القوات المسلحة الأذربيجانية بقطع رأس اثنين من كبار السن من أصل أرميني غير مقاتلين، استناداً إلى مقاطع الفيديو التي تمت مشاركتها على نطاق واسع على تطبيقات المراسلة، وشهادة الأقارب والقرويين ومحقق الشكاوى في آرتساخ واثنان من المحامين الأرمن في مجال حقوق الإنسان جهزوا قضية جنائية تتعلق بجرائم القتل. وفي مقاطع فيديو نُشرت على الإنترنت في 22 نوفمبر و 3 ديسمبر قام رجال يرتدون زي الجيش الأذربيجاني بقطع رأس رجل باستخدام سكين. ثم يضع المرء رأسه المقطوعة على حيوان ميت. هذه هي الطريقة التي ننتقم بها - بقطع الرؤوس، كما يقول صوت خارج الكاميرا. تُعُرِّفَ على الضحية على أنها جينادي بتروسيان 69 عامًا الذي انتقل إلى القرية أواخر الثمانينيات من مدينة سومجيت في أذربيجان وقاوم مغادرة القرية عندما اقتربت القوات الأذربيجانية منها.
في 16 أكتوبر وفقًا لتقرير محقق الشكاوى في أرمينيا، اتصل جندي أذربيجاني بشقيق جندي أرميني من رقم هاتف الأخير قائلاً إن شقيقه كان معهم وأنهم قطعوا رأسه وأنهم ذاهبون لنشر صوره على الإنترنت. وفقًا للمصادر الأرمينية قاموا بنشر الصورة على الإنترنت. تضمن صندوق الإغاثة الإنسانية للمساعدات قطع رأس جندي أرميني في تقاريرهم.
في أوائل نوفمبر تقدمت أرمينيا بطلب إلى الاتفاقية الأوروبية لحقوق الإنسان بشأن مقاطع فيديو للمعاملة الوحشية لجثث أسرى الحرب الأرمن، والتي انتشرت على الشبكة الاجتماعية. في 23 نوفمبر أعلنت المحكمة الأوروبية لحقوق الإنسان أنها تطبق إجراءات عاجلة في حالة الأسرى الأرمن والمدنيين المحتجزين في أذربيجان. وقال مايكل روبين من صحيفة واشنطن إكزامينر في إشارة إلى قطع الرؤوس والتعذيب والتشويه لأسرى الحرب، إنه على النقيض من طمأنة علييف للأرمن العرقيين بشأن بقائهم كمقيمين في أذربيجان، فإن تصرفات الجنود الأذربيجانيين تعطي قصة مختلفة. أفادت هيومن رايتس ووتش عن مقاطع الفيديو التي تصور الإساءة الجسدية والإهانة لأسرى الحرب الأرمن على أيدي آسريهم الأذربيجانيين، مضيفة أن معظم الخاطفين لم يخشوا المحاسبة لأن وجوههم كانت ظاهرة في مقاطع الفيديو. تحدثت هيومن رايتس ووتش مع عائلات بعض أسرى الحرب في مقاطع الفيديو الذين قدموا صوراً ووثائق أخرى تثبت هويتهم، وأكدوا أن هؤلاء الأقارب كانوا يخدمون إما في جيش الدفاع في أرتساخ أو في القوات المسلحة الأرمينية.
فُتِحَت قضية جنائية في أذربيجان بشأن مقاطع فيديو لأسرى الحرب الأرمن مع مكتب المدعي العام للبلاد تفيد بأن المعاملة اللاإنسانية يمكن أن تؤدي إلى محاكمة جنائية لبعض الجنود الذين يخدمون في القوات المسلحة الأذربيجانية. كما ذكرت أن العديد من هذه الفيديوهات كانت مزيفة. في 14 ديسمبر اعتقلت قوات الأمن الأذربيجانية جنديين أذربيجانيين وضابطين آخرين بتهمة إهانة جثث الجنود الأرمن وشواهد القبور للأرمن. اعتبر نشطاء حقوق الإنسان الأذربيجانيون رد فعل الحكومة على جرائم الحرب المشتبه بها مناسبًا، على الرغم من أن بعض مستخدمي وسائل التواصل الاجتماعي الأذربيجانيين جادلوا حول ما إذا كان اضطهادهم مبررًا، كما انتقدوا عدم قيام أرمينيا بالتحقيق في جرائم الحرب المشتبه بها.

### ادعاءات باستخدام الفسفور الأبيض
اتهمت أذربيجان أواخر أكتوبر وأوائل نوفمبر القوات الأرمينية باستخدامها الفسفور الأبيض في المناطق المدنية. وفي 4 نوفمبر عثرت الوكالة الوطنية الأذربيجانية لمكافحة الألغام (ANAMA) على بقايا فوسفور غير منفجر في سهل‌ آباد بالقرب من ترتر، والتي وفقًا لأذربيجان أطلقته القوات الأرمينية. كما ذكرت بأن القوات الأرمينية كانت تنقله إلى المنطقة. وفي 20 نوفمبر رفع مكتب المدعي العام لأذربيجان دعوى قضائية اتهم فيها القوات الأرمينية باستخدام قنابل الفسفور وقنابل كيميائية في مرتفعات قرة باغ ومقاطعة ترتر، لإلحاق أضرار بيئية واسعة النطاق وطويلة الأمد في منطقتي فضولي وترتر وحول شوشا.
وفي 30 أكتوبر اتهمت السلطات الأرمينية وآرتساخ القوات الأذربيجانية باستخدام قنابل الفسفور في حرق الغابات بالقرب من شوشا. وقد دُعِمَ ذلك من خلال تحذير من الإبادة البيئية من 51 منظمة غير حكومية تحت رعاية منظمة الشفافية الدولية. ذكرت فرانس 24 أن بإمكان أذربيجان استخدام الفوسفور الأبيض خلال الحرب، مشيرة إلى أن أذربيجان وأرمينيا لم يوقعها على الاتفاقية الدولية باستخدام الفوسفور بشكل منظم وصارم. أتيحت لمراسل الإندبندنت فرصة زيارة المركز الوطني للحروق في يريفان للاطلاع على حروق الجنود، ووفقًا لنائب مدير المركز فإن أضرار الفسفور الأبيض تتفق في 80٪ من الحالات. قدم باتريك كنيبر جراح العظام والمتخصص في الحروق الشديدة في مستشفى Assistance Publique - Hôpitaux de Paris وكان في يريفان في مهمة الإغاثة الفرنسية للمساعدة في علاج الجرحى القادمين من الجبهة، أول تأكيد مستقل لمجلة لو بوان عن الحروق الناتجة من استخدام الفسفور والتي تسبب الحروق العميقة ونقص الكالسيوم في الدم والوفيات المفاجئة. وقد نفت أذربيجان ذلك. لم يجد خبيران عسكريان روسيان أي أدلة مقنعة من الجانب الأرميني، وعبرا عن شكوكهما من استخدام طرفي النزاع الفوسفور الأبيض.

## بيانات رسمية

### أرمينيا وآرتساخ
في 27 سبتمبر 2020 اتهم رئيس وزراء أرمينيا نيكول باشينيان السلطات الأذربيجانية باستفزازها القوي. وذكر أن التصريحات القيادة الأذربيجانية العدوانية الأخيرة، ومناوراتها العسكرية المشتركة مع تركيا، ورفضها مقترحات منظمة الأمن والتعاون في أوروبا للمراقبة يشير إلى تخطيطها المسبق للعدوان وانتهاكها الكبير للسلام والأمن في الإقليم. وفي اليوم التالي أصدرت الخارجية الأرمينية بيانًا أشارت فيه إلى أن أهالي أرتساخ هم في حالة حرب مع التحالف التركي الأذربيجاني.
وفي 29 سبتمبر صرح باشينيان أن أذربيجان وبدعم عسكري من تركيا تقوم بتوسيع مسرح عملياتها إلى الأراضي الأرمنية. ثم صرح في 30 سبتمبر أن أرمينيا تدرس الاعتراف الرسمي باستقلال جمهورية أرتساخ. وفي اليوم نفسه صرحت الخارجية الأرمينية أن القوات الجوية التركية قامت بطلعات استفزازية على طول الجبهة بين قوات جمهورية أرتساخ وأذربيجان، ومنها تقديم الدعم الجوي للجيش الأذربيجاني.
وفي 1 أكتوبر صرح رئيس أرتساخ أرايك هاروتيونيان أن على الأرمن الاستعداد لحرب طويلة الأمد. وبعد يومين دعت وزارة خارجية (أرتساخ) المجتمع الدولي إلى الاعتراف باستقلال جمهورية أرتساخ من أجل استعادة السلم والأمن الإقليميين. وفي 6 أكتوبر صرح باشينيان أن الجانب الأرمني مستعد لتقديم تنازلات إذا كانت أذربيجان مستعدة للرد بالمثل. وفي 9 أكتوبر طالب أرمين سركيسيان المجتمع الدولي ولا سيما الولايات المتحدة وروسيا وحلف شمال الأطلسي ببذل المزيد من الجهود لوقف تورط تركيا في الحرب، وحذر من أن أنقرة تخلق سوريا أخرى في القوقاز. وفي 21 أكتوبر صرح باشينيان أنه من المستحيل التحدث عن حل دبلوماسي على الأقل في هذه المرحلة، لأن خيار التسوية غير مقبول عند أذربيجان، وقد صرح الجانب الأرميني عدة مرات بأنه على استعداد لحل المشكلة من خلال التنازلات. وقال باشينيان إن النضال من أجل حقوق شعبنا يعني أولاً وقبل كل شيء حمل السلاح والالتزام بحماية حقوق الوطن.
في 12 نوفمبر خاطب باشينيان أمته قائلاً إن «أرمينيا والشعب الأرميني يعيشان أيامًا صعبة للغاية. هناك حزن في قلوبنا، ودموع في عيوننا، وألم في أرواحنا جميعا». وأشار إلى أن هيئة الأركان العامة للقوات المسلحة الأرمينية ذكرت بأنه يجب الوقف الفوري للحرب. وحذر رئيس أرتساخ من أنه إذا لم تتوقف الأعمال العدائية فقد تضيع ستيباناكيرت في أيام. كما ذكر باشينيان أن قضية كاراباخ لم يتم حلها ولن يتم حلها وأن الاعتراف الدولي بجمهورية أرتساخ أصبح أولوية مطلقة.

### أذربيجان

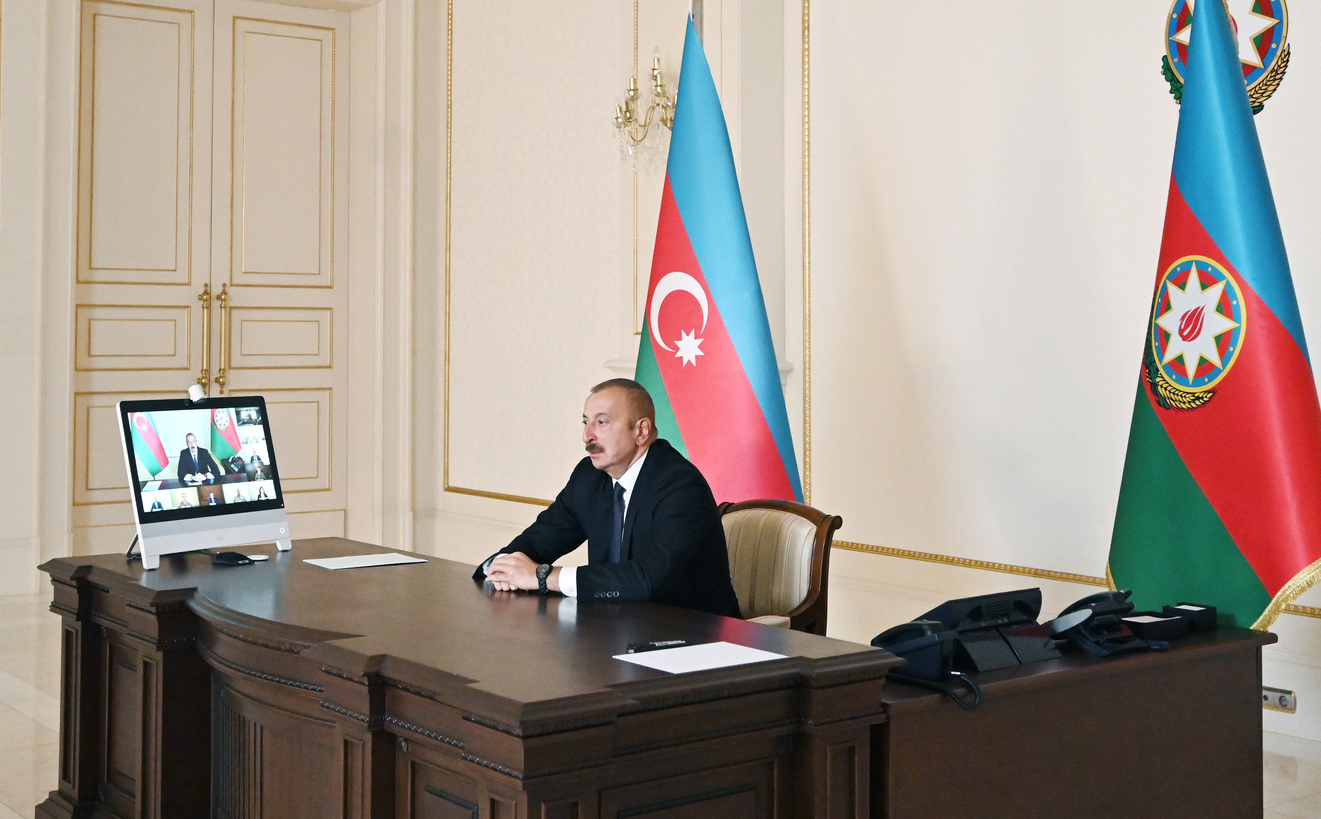
اجتماع الرئيس الأذربيجاني إلهام علييف مع مجلس الأمن القومي في 27 سبتمبر 2020

في 26 سبتمبر 2020 أي قبل يوم من الحرب، ذكرت وزارة الدفاع الأذربيجانية يأن الجيش الأرمني انتهك وقف إطلاق النار 48 مرة على طول خط التماس. صرحت أذربيجان أن الجانب الأرمني هاجم أولاً مما أدى إلى هجوم أذربيجاني مضاد.
وفي 27 سبتمبر اتهمت أذربيجان القوات الأرمينية بشن هجوم مقصود ومتعمد على خط المواجهة مستهدفا المناطق المدنية، وأن ذلك انتهاك صارخ للقانون الإنساني الدولي. وذكرت في 28 سبتمبر أن تصرفات أرمينيا دمرت مفاوضات السلام من خلال أعمالها العدوانية، وأن الحرب اندلعت ضدها، فحشدت شعبها معلنة الحرب الوطنية العظمى. ثم ذكرت أن انتشار الجيش الأرمني في مرتفعات قرة باغ شكل تهديدًا للسلام الإقليمي واتهم أرمينيا بالدعاية، مضيفة أن جيشها يعمل وفقًا للقانون الدولي. أصدرت السلطات الأذربيجانية بيانًا اتهمت فيه الجيش الأرميني باستهداف المدنيين عمداً بمن فيهم النساء والأطفال. ونفى وزير الخارجية الأذربيجاني أي تقارير عن تورط تركيا، بينما اعترف بالتعاون العسكري التقني مع تركيا ودول أخرى.
وفي 29 سبتمبر تحدث رئيس أذربيجان إلهام علييف عن وحدة وسلامة أراضي أذربيجان. وصرح أن سيطرة الأرمن على المقاطعة وعدوانها المستمر أدى إلى تدمير البنية التحتية والمساجد، وتسبب في مذابح خوجالي، وأسفر عن إبادة ثقافية وإهانة العالم الإسلامي، وهو ما يرقى إلى الإسلاموفوبيا المدعومة من الدولة والمشاعر المعادية لأذربيجان. وطالبت وزارة الخارجية الأذربيجانية أرمينيا بوقف قصف المدنيين ودعت المنظمات الدولية إلى ضمان التزام أرمينيا بالقانون الدولي. ونفى السفير الأذربيجاني في روسيا تقارير عن وجود مرتزقة جلبتهم أذربيجان من تركيا، وصرحت نائب رئيس أذربيجان مهريبان علييفا بأن أذربيجان لم تطالب أبدًا بأراضي الآخرين ولم ترتكب جرائم ضد الإنسانية.
في 3 أكتوبر صرح علييف لكي تتوقف الحرب يجب على أرمينيا الخروج من جميع أراضي أذربيجان (في مرتفعات قرة باغ). وفي اليوم التالي أصدر علييف بيانًا رسميًا مفاده أن أذربيجان تكتب تاريخًا جديدًا، واصفًا قرة باغ أنها أرض أذربيجانية قديمة وموطن طويل الأمد للأذريين مشيرًا إلى أن الأرمن احتلوا أراضيهم ودمروا تراثهم الديني والثقافي لثلاثة عقود. وأضاف أن أذربيجان ستستعيد مدنها ومساجدها المدمرة واتهم أرمينيا بتشويه التاريخ.
بعد يومين قال حكمت حاجييف أحد مساعدي علييف أن أرمينيا قصفت المدن بقنابل عنقودية، لكن لم يتم التحقق من ذلك من مصادر أخرى. وفي 7 أكتوبر أخطرت أذربيجان أعضاء المؤتمر العالمي للعدالة الدستورية ومؤتمر المحاكم الدستورية الأوروبية ورابطة المحاكم الدستورية الآسيوية والمنظمات المماثلة بأنها أطلقت العملية بما يتماشى مع القانون الدولي لإعادة تأسيسها دوليًا، ومعترف بوحدة أراضيها وسلامة شعبها. كما اتهم أرمينيا بالتمييز العرقي بسبب الطرد التاريخي أو النفي الذاتي لمجتمعات الأقليات العرقية، مما سلط الضوء على سكانها الأحاديي العرق.
في 10 أكتوبر صرح وزير الخارجية الأذربيجاني جيحون بيراموف أن الهدنة الموقعة في نفس اليوم كانت مؤقتة. ومع ذلك صرح علييف أن كلا الطرفين يحاول إيجاد حل سياسي للنزاع.
في 21 أكتوبر صرح علييف أن أذربيجان لا تمنع إدخال مراقبين دوليين وقوات حفظ سلام إلى مرتفعات قرة باغ، لكنها ستضع شروطها عندما يحين الوقت. ثم أضاف أنه لم يوافق على إجراء استفتاء في قرة باغ، لكنه لا يمنع الاستقلال الثقافي للأرمن فيها، وأكد أن أذربيجان تعتبر قاطني قرة باغ الأرمن هم مواطنوها واعدة بالأمن والحقوق.
في 26 أكتوبر صرح علييف أن الحكومة الأذربيجانية ستقوم بمعاينة وتسجيل الدمار الذي قامت به القوات الأرمينية بعد احتلالها للأراضي المحيطة بمرتفعات قرة باغ إثناء نزاعهما.

## مزاعم تورط طرف ثالث
بسبب الجغرافيا والتاريخ والحساسيات المتعلقة بنزاع مرتفعات قره باغ، صدرت اتهامات ومزاعم وتصريحات بتورط أطراف ثالثة وجهات دولية، بما في ذلك في تقارير وسائل الإعلام. اتُهمت أذربيجان بتوظيف مرتزقة سوريين خلال الحرب، من بين من إتهم أذربيجان بذالك كان المرصد السوري لحقوق الإنسان. كما كانت هناك مزاعم بأن الميليشيات الكردية من سوريا والعراق تقاتل إلى جانب الأرمن، وعلى الرغم من تأكيد بعض مصادر المحايدة، اعتبرت بعض المنشورات هذه المزاعم «مشكوك فيها». خلال الحرب، استخدمت أرمينيا أيضًا متطوعين من أصل أرمني من الشرق الأوسط وأوروبا وأمريكا اللاتينية. نفى الطرفان استخدام المرتزقة في الحرب، لكن المفوضية السامية لحقوق الإنسان ذكرت أن هناك تقارير عن مرتزقة من كلا الجانبين، ودعت إلى انسحابهم من مرتفعات قره باغ.

### المليشيات الأفغانية
قال المتحدث باسم رئاسة أرتساخ فهرام بوغوسيان يوم 7 أكتوبر إن الرئيس التركي رجب طيب أردوغان قد توصل إلى اتفاق مع زعيم الحزب الإسلامي الأفغاني قلب الدين حكمتيار لإشراك مليشيات جديدة في الحرب على أرتساخ. وفي 17 أكتوبر صرحت وكالة الأمن القومي الأرميني (NSS) أن أذربيجان منخرطة في نقل كميات كبيرة من الذخيرة والمرتزقة إلى أراضيها، مستشهدين برحلات طائرات بوينج 747 و Il-76 التابعة لشركة سيلك واي من باكو إلى القواعد الجوية في بلدان مختلفة كدليل. وفقًا للوكالة فقد تم تسجيل رحلة باكو-باغرام في 16 أكتوبر، ورحلة باغرام-لشكر كاه-باكو في 17 أكتوبر. وأفادت أيضا أن نفس المسار كان مقررًا في 18 أكتوبر ورحلات جوية من باكو إلى قندهار. كما يشير إلى أن المعلومات عن بعض هذه الرحلات غائبة في نظام الجداول الزمنية الدولية، وعدد من المطارات ليس لديها تصنيف دولي. وفي 2 أكتوبر دفع دعم أفغانستان الدبلوماسي المعلن لأذربيجان أرمينيا للضغط من أجل إنهاء وضع كابول كمراقب في منظمة معاهدة الأمن الجماعي (CSTO)، وهو تحالف إقليمي تقوده روسيا.

### متطوعو الشتات الأرمن

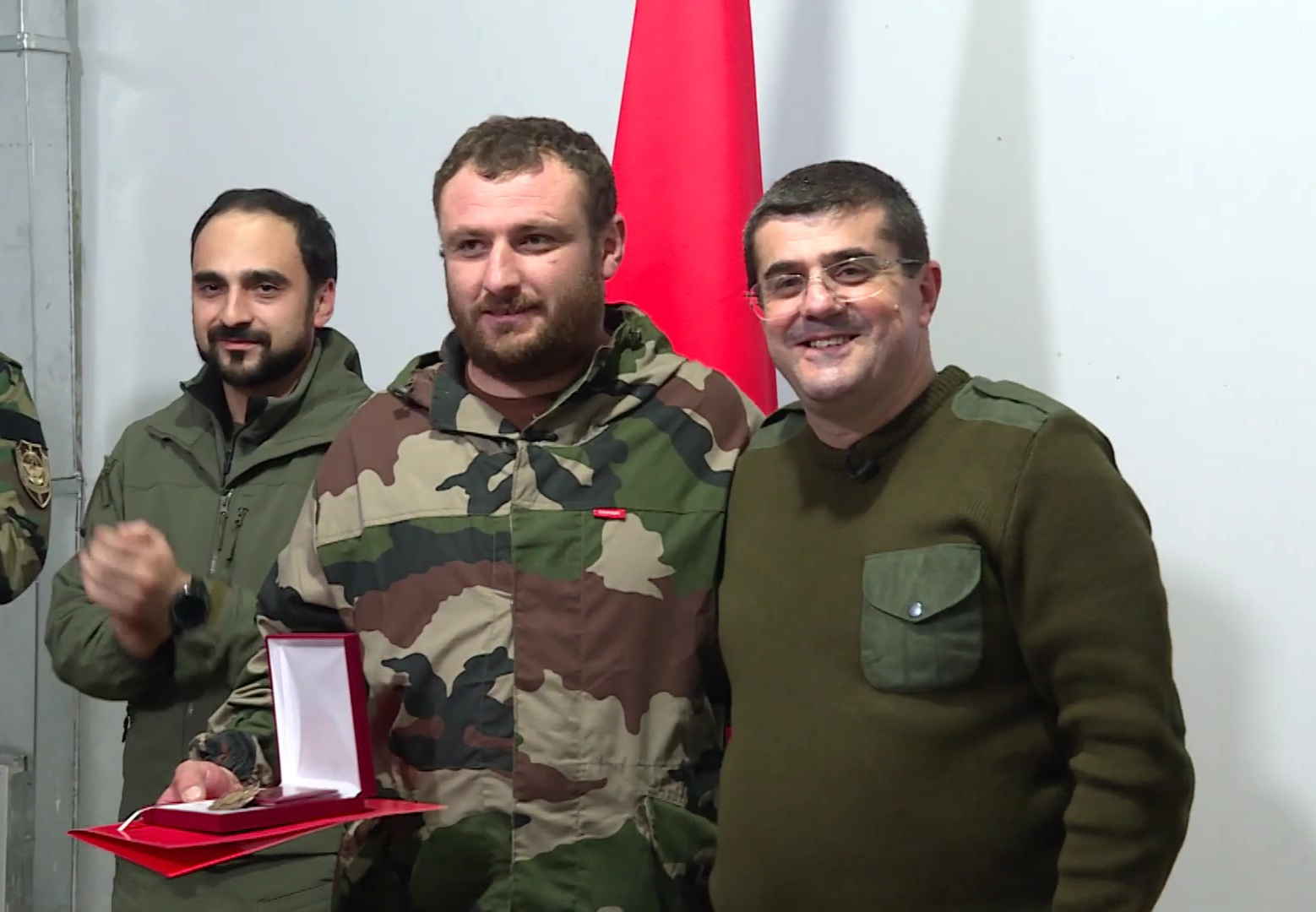
رئيس آرتساخ أرايك هاروتيونيان يمنح متطوعًا أرمنيًا لقيامه بالقبض على مرتزق سوري في 2 نوفمبر 2020.

زعمت وزارة الدفاع الأذربيجانية في 28 سبتمبر أن من بين الضحايا مرتزقة الأرمن من أصل سوري ومجموعة متنوعة من دول الشرق الأوسط. وفي اليوم نفسه، صرح وزير الدفاع التركي بأن على أرمينيا «إعادة المرتزقة والإرهابيين الذين جلبتهم من الخارج». وبعد يومين، طلبت السلطات الأذربيجانية من المجتمع الدولي «الرد بشكل مناسب على استخدام أرمينيا لقوات إرهابية». في 30 سبتمبر 2020 ، ذكر المرصد السوري لحقوق الإنسان أيضًا أنه تم نقل مقاتلين سوريين من أصل أرميني إلى أرمينيا للقتال ضد أذربيجان. في اليوم التالي، ذكرت السلطات الأذربيجانية أن أرمينيا استخدمت على نطاق واسع «قوى إرهابية» و «مرتزقة أجانب» ضدها، مع وجود أدلة على وجود أشخاص من أصل أرمني من الشرق الأوسط، وخاصة من سوريا ولبنان، وبشكل أقل من روسيا وجورجيا واليونان والإمارات العربية المتحدة ودول أخرى. ذكر تقرير نوفايا جازيتا، نقلاً عن استخبارات وزارة الداخلية اللبنانية، أن حوالي 500 لبناني من أصل أرمني سافروا للقتال في قره باغ. في أوائل أكتوبر، ذكرت كومسومولسكايا برافدا أن الأرمن من لبنان، الذين كانوا أعضاء في الجيش السري الأرمني لتحرير أرمينيا، وهي جماعة مسلحة أدرجتها الولايات المتحدة كمنظمة إرهابية، قد دعموا أرمينيا في الحرب. ذكرت صحيفة «جريك سيتي تايمز» أن حوالي 500-800 أرمني من اليونان، بالإضافة إلى بعض اليونانيين تطوعوا للحرب إلى جانب أرمينيا. وقال مسؤول بوزارة الدفاع الأرمينية إن كثيرين من الشتات تقدموا بطلبات للتطوع دون إعطاء رقم محدد. قال مدرب محلي إن المئات من مناطق بعيدة مثل الأرجنتين والولايات المتحدة هرعوا إلى أرمينيا للتدريب من أجل القتال. وقال كارابت أغاجانيان، الذي يقوم بتدريب متطوعين محليين وأجانب، لرويترز إن نحو عشرة لبنانيين من أصل أرمني تلقوا تدريبات في معسكره. تحدثت فرانس 24 مع جنود أرمن من بينهم من جاء من فرنسا للقتال في مرتفعات قره باغ.

### المليشيات الكردية
زعمت مصادر تركية يوم 30 سبتمبر أن ما يقرب من 300 مقاتل من حزب العمال الكردستاني تم نقلهم إلى قرة باغ عبر إيران. ولكن لم يتم إثبات تلك الادعاءات. ونفى الرئيس الأرميني أرمين سركيسيان تلك المزاعم واصفا إياها بالهراء المطلق. وفي 6 أكتوبر استشهد جهاز أمن الدولة الأذربيجاني بتصريحات الرئيس الأرميني على أن أرمينيا استخدمت مرتزقة أجانب، ومنها مجموعات كردية مسلحة جلبتهم أرمينيا من العراق وسوريا لمحاربة أذربيجان. وفي اليوم نفسه، زعمت المخابرات الخارجية الروسية أن هناك مجموعات كردية متطرفة تقاتل إلى جانب الأرمن، ولكن لا يوجد دليل قاطع على ذلك. وفي أوائل أكتوبر ذكرت كومسومولسكايا برافدا أن هناك أدلة على دعم أرمينيا من قبل مقاتلي لواء الشهيد نوبار أوزانيان، وهو جزء من قوات سوريا الديمقراطية ومرتبط بحزب العمال الكردستاني. ولكن أنكرت أرمينيا ذلك.

### مسلحون باكستانيون
في 17 أكتوبر صرح جهاز الأمن القومي الأرميني أن أذربيجان تُهَرِّب كميات كبيرة من الذخيرة والمرتزقة والإرهابيين من أفغانستان وباكستان. ورفضت باكستان هذا الادعاء ووصفته بأنه بروباغاندا غير مسؤولة، وقالت إن مزاعم الحكومة الأرمينية لا أساس لها. قال رئيس الوزراء الأرميني نيكول باشينيان في مقابلة مع وسائل الإعلام الهندية WION إن هناك «معلومات تفيد بأن مسلحين من باكستان متورطون في الحرب ضد قره باغ». وقال للصحفيين الروس عن دور باكستان النشط في الصراع. وصرح الرئيس إلهام علييف أن باكستان دعمت باكو دبلوماسيا، ولكن المساعدة العسكرية غير واردة. وفي 28 أكتوبر بناءً على مزاعم من مصادر غير معروفة أفادت صحيفة كوميرسانت أنه شُكِّلَت دفعة واحدة على الأقل من المسلحين بالأسلحة والذخيرة وأُرْسِلَت من بيشاور الباكستانية إلى قره باغ.

### روسيا
في 9 نوفمبر، وهو اليوم الذي وُقِّعَ فيه اتفاق وقف إطلاق النار، أسقطت القوات الأذربيجانية في جمهورية ناختشيفان المتمتعة بالحكم الذاتي بطريق الخطأ طائرة هليكوبتر هجومية روسية طراز ميل مي-24 بالقرب من يراسك في أرمينيا. وفقًا لما ذكره أنطون ترويانوفسكي وكارلوتا غال من صحيفة نيويورك تايمز، من المحتمل أن يكون هذا سببًا لروسيا للتدخل في الحرب، وقد وجه الرئيس الروسي فلاديمير بوتين إنذارًا إلى الرئيس الأذربيجاني إلهام علييف. وفقًا لترويانوفسكي وغال، ذكرت روسيا في هذا الإنذار أنه إذا لم توقف أذربيجان عملياتها بعد السيطرة على شوشا، فسوف تتدخل. وفي الليلة نفسها، أصاب صاروخ مجهول منطقة مكشوفة في خردلان قرب باكو، دون أن يسفر عن وقوع إصابات، بحسب المصادر الأذربيجانية.، ومرة أخرى في نفس اليوم، ظهر مقطع فيديو على وسائل التواصل الاجتماعي يظهر على ما يبدو القوات الأرمينية وهي تطلق صاروخ إسكندر روسي الصنع على أذربيجان. صرح الرئيس السابق لدائرة المراقبة العسكرية في وزارة الدفاع الأرمينية موفسيس هاكوبيان، بعد استقالته من منصبه في 19 نوفمبر 2020 ، أن أرمينيا استخدمت صاروخ إسكندر على أذربيجان، رغم أنه لم يذكر مكان سقوط الصاروخ. قال مكتب المدعي العام الأرميني في منشور على فيسبوك إنه سيحقق في مزاعم هاكوبيان. ولم ترد متحدثة باسم وزارة الدفاع على مكالمات هاتفية للحصول على تعليق.

#### مجموعة فاغنر
ذكرت وسائل الإعلام الروسية بتاريخ 28 سبتمبر أن الشركات العسكرية الخاصة الروسية  مستعدة للقتال ضد أذربيجان في قرة باغ. وفي 1 أكتوبر زعم إذاعة أوروبا الحرة / راديو ليبرتي نقلاً عن مصدر من مجموعة فاغنر أنهم موجودون بالفعل في تلك المنطقة ويشاركون في الأعمال العدائية. كما ذكر المحلل العسكري الروسي بافيل فيلجنهاور أنه أُرْسِلَ متعاقدي فاغنر لدعم القوات الأرمينية كمشغلي الصواريخ الموجه المضادة للدروع. وبعد الحرب في ديسمبر 2020 ظهرت على الإنترنت صورة لأحد مرتزقة فاغنر ، يبدو أنها التقطت أمام كنيسة في مدينة شوشا أثناء الحرب. كما سربت وسائل الإعلام الروسية رسالة على ما يبدو تصف كيف رفضت الحكومة الأرمينية دفع أجور المرتزقة الروس مقابل عملهم، وكيف أن بعضهم عزم العودة إلى روسيا أو الانشقاق إلى الجانب الأذربيجاني. أفادت وسائل إعلام روسية أنه في نوفمبر كان هناك حوالي 500 مرتزق روسي يقاتلون على الجانب الأرمني، وشارك حوالي 300 مرتزق روسي في معركة شوشا مع فيكتور زلوبوف وهو نقيب متقاعد من القوات المسلحة الروسية، مشيرًا إلى أن من دافع عن شوشا بالأساس هم المتطوعين الروس.
نفى رجل الأعمال الروسي يفغيني بريغوزين المرتبط بمجموعة فاغنر أي تورط للشركات العسكرية الخاصة الروسية في الحرب. وبحسب الصحفية الأرمينية كارين غزاريان، التي تكتب لبيلنجكات، لم يكن هناك «أي دليل قاطع على وصولهم أو تورطهم في الحرب». وذكرت أن قناة (RSOTM) وهي قناة إعلامية مرتبطة بمجموعة فاغنر، وبحسب غزاريان هي المصدر الرئيسي للتقارير، ولكنها لم تكن «مصدر الأخبار المهمة».

### تركيا والجيش الوطني السوري

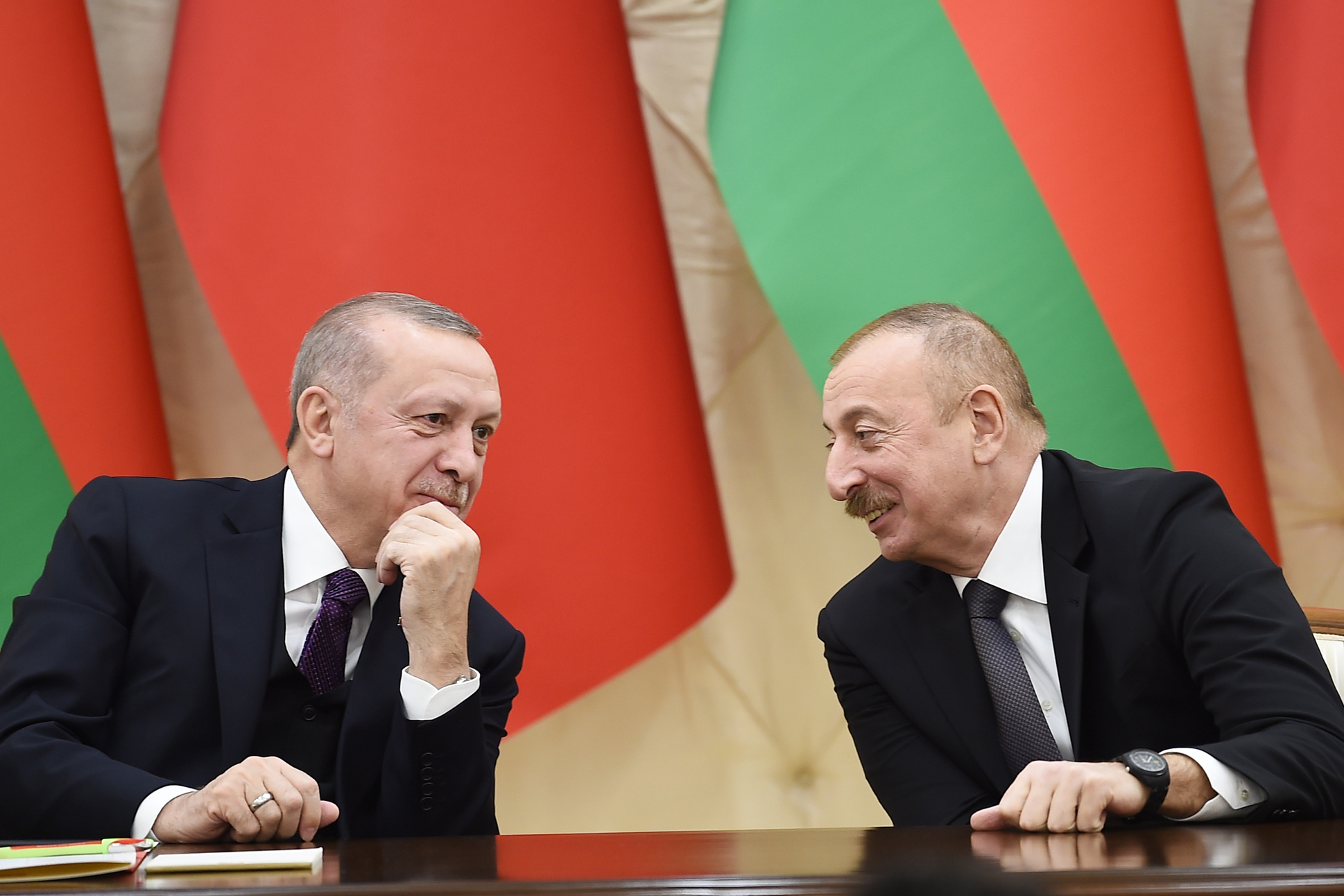
رجب طيب أردوغان مع إلهام علييف في زيارة إلى باكو 2020.

قبل بدء النزاع، أُبْلِغَ عن خطاب تركيا المتصاعد ضد أرمينيا، فضلاً عن تجنيدها لعدة مئات من اللاجئين السوريين في الأسبوع الماضي من قبل معلقين ونشطاء سوريين وآخرين على وسائل التواصل الاجتماعي، وجرى تداوله بين اللاجئين السوريين والمعارضين وغيرهم. توجد تقارير مفصلة عن أدلة وجود مقاتلين سوريين في أذربيجان، فضلاً عن مشاركة عسكرية تركية واضحة، مما يثير قلقًا دوليًا. بعد يومين من النزاع ، أفاد العديد من أعضاء الجيش الوطني السوري والمرصد السوري لحقوق الإنسان أن شركة أمنية تركية خاصة كانت تجند سوريين للقتال في قره باغ. أصدرت أذربيجان وتركيا نفيا بذلك. أفادت كل من فرانس 24 و ذي إندبندنت و الغارديان عن أدلة على قيام تركيا بتجنيد المرتزقة السوريين في سوريا للقتال إلى جانب الجنود الأذربيجانيين في مرتفعات قره باغ. وأكد تقرير لصحيفة التايمز عن تورط جزئي لتركيا بإرسال 200 مقاتل سوري لدعم القوات الأذربيجانية. أفاد مصدر تركي أن هؤلاء كانوا يعملون بشكل مستقل عن الجيش السوري الحر الذي تدعمه تركيا.
اتهم إيمانويل ماكرون تركيا بإرسال «جهاديين» سوريين إلى مرتفعات قره باغ عبر عنتاب بينما أعربت روسيا عن قلقها من وجود وحدات مسلحة غير شرعية من سوريا وليبيا في منطقة الصراع. وجدد الرئيس السوري بشار الأسد مخاوف ماكرون. وفي 3 أكتوبر صرح رئيس الوزراء الأرميني نيكول باشينيان أن مقاتلين سوريين إلى جانب متخصصين في الجيش التركي، شاركوا إلى جانب حوالي 150 من كبار ضباط الجيش التركي، في توجيه عمليات عسكرية حسبما زُعم. عرض جهاز الأمن القومي الأرميني اعتراضات بين الجيشين الأذربيجاني والتركي، وبين الجيش الأذربيجاني والمرتزقة. صرح وزير الخارجية الأمريكي مايك بومبيو أن تورط تركيا في الصراع بين أذربيجان وأرمينيا زاد من المخاطر في المنطقة، مما أدى إلى تأجيج الوضع من خلال تسليح الأذربيجانيين.
وفي 2 أكتوبر أفادت صحيفة التحقيقات الروسية نوفايا غازيتا أنه أُرْسِلَ 700-1000 مقاتل على ما يبدو إلى أذربيجان وأوضحت تفاصيل مسار نقلهم وتجنيدهم، في إشارة إلى فرقة حمزة وكتائب سمرقند ونور الدين زنكي. وذكر جهاز أمن الدولة الجورجي أن الأنباء حول مرور مقاتلين سوريين من تركيا عبر جورجيا إلى أذربيجان كانت معلومات مضللة. وفي 3 أكتوبر نشرت إليزابيث تسوركوف الخبيرة الأمريكية في الشؤون السورية، مقاطع فيديو لأجانب يتحدثون العربية، حددتهم على أنهم مرتزقة سوريون محتملون في هوراديز يحثون المواطنين على الإنضمام إليهم بعد ذلك أوضحت تسوركوف تفاصيل تجنيد كتيبة حمزة وكتائب السلطان مراد والسلطان سليمان شاه لما لا يقل عن ألف مرتزق في أذربيجان، بمن فيهم مدنيون ليس لديهم خبرة قتالية أُبْلِغُوا بأنهم سيحرسون منشآت النفط ولكن أُرْسِلُوا بعد ذلك إلى المقدمة. ذكرت وكالة الأنباء الروسية ريا نوفوستي في 5 تشرين الأول / أكتوبر 2020، أن 322 مرتزقا سوريا كانوا في منطقة الصراع وأن 93 قتلوا، فيما وصل بالفعل 430 من سوريا. في 6 أكتوبر 2020، زعمت المخابرات الخارجية الروسية أن عدة آلاف من مقاتلي التنظيمات الإرهابية في الشرق الأوسط قد وصلوا إلى مرتفعات قره باغ للقتال لصالح أذربيجان، وتحديداً من جبهة النصرة (فرع القاعدة )، وفرقة حمزة، والسلطان مراد. انقسام مفاده أن جميعهم مرتبطون بالدولة الإسلامية (داعش). في 7 أكتوبر 2020، ذكرت صحيفة آسيا تايمز أن المرتزقة قد سجلوا أنفسهم للذهاب إلى أذربيجان مقابل 1500 دولار أمريكي شهريًا. ذكرت صحيفة كومرسانت أنه خلال الأسبوع الأول من أكتوبر، انتشر ما يصل إلى 1300 مقاتل سوري و 150 مرتزقة ليبيًا في أذربيجان.
في 16 أكتوبر 2020، قدمت كوميرسانت تفاصيل التورط العسكري التركي. يبدو أن الجنود الأتراك ظلوا في أذربيجان بعد تدريبات عسكرية مشتركة خلال الصيف لتنسيق وتوجيه التخطيط للعمليات وتنفيذها. بقي ستمائة جندي في الخدمة، بما في ذلك كتيبة تكتيكية قوامها 200 فرد، و50 مدربًا في ناختشيفان، و 90 مستشارًا عسكريًا في باكو، و 120 فردًا في القاعدة الجوية في قبالا؛ 20 من مشغلي الطائرات بدون طيار في قاعدة دولليار الجوية، و 50 مدربًا في قاعدة الطيران في يفلاخ، و 50 مدربًا في الفيلق الرابع في بيريكيشكول و 20 آخرين في القاعدة البحرية والأكاديمية العسكرية الأذربيجانية العليا في باكو. وبحسب المصدر، فقد ضمت القوات 18 آلية قتال مشاة تركية، ونظام إطلاق صاروخي متعدد، و10 مركبات، وما يصل إلى 34 طائرة، بينها 6 طائرات حربية، و 8 مروحيات، وما يصل إلى 20 طائرة مسيرة استخبراتية عسكرية.
علقت كندا تصدير كاميرات طائرات بدون طيار إلى تركيا بسبب مخاوف من أنها تستخدمها في الصراع.
ذكر المرصد السوري لحقوق الإنسان في بداية الصراع أن هناك تقريبا 320 مقاتلاً سورياً في أذربيجان، معظمهم من أصل تركماني من لواء السلطان مراد، ولكن لم يشاركوا في القتال في البداية. وذكرت أن الجماعات المتمردة السورية ذات الأغلبية العربية رفضت إرسال مقاتليها إلى أذربيجان. ومع ذلك أكد المرصد السوري لحقوق الإنسان مقتل 28 مقاتلاً بعد عدة أيام من بدء الصراع. وفي 3 ديسمبر ذكر المرصد السوري لحقوق الإنسان أن ما لا يقل عن 541 مقاتلًا سوريًا موالًا لتركيا، من بين أكثر من 2580 مقاتلاً، قتلوا في الحرب. وأكدت صحيفة الغارديان وواشنطن بوست، عبر قيادي مجهول في الجيش الوطني السوري، مقتل عشرات المقاتلين السوريين، معظمهم وظفتهم تركيا. كتب رئيس الوزراء باشينيان في مقابلة أجرتها معه صحيفة لو فيغارو الفرنسية أن 30٪ من القوات الأذربيجانية التي قُتلت في الأعمال العدائية كانت من المرتزقة الأجانب.
نفى المسؤولون الأذربيجانيون، بمن فيهم الرئيس علييف ومساعده حكمت حاجييف، نقل المرتزقة السوريين، حيث قال حاجييف إن:«"الشائعات عن مقاتلين من سوريا يُزعم نشرهم في أذربيجان هي استفزاز آخر من الجانب الأرميني"». ذكر جيسون إبستين، مستشار الشؤون العامة ، وإرينا تسوكرمان، محللة الأمن القومي الأمريكية في مقال رأيهم أنه بسبب «جيشها الدائم المحسن والأسلحة المتطورة والفعالة»، لم تكن أذربيجان بحاجة إلى مقاتلين أجانب، بمن فيهم السوريون. نيزافيسيمايا غازيتا تسألت عن «مصادر المعلومات» للاتهامات المتعلقة بمشاركة مرتزقة سوريين في الحرب، مشيرين إلى الدراسة التي أجرتها مؤسسة تحليل بحر قزوين والبحر الأسود، وهي مركز تحليلي مقره بلغاريا، والتي ذكرت أن الاتهامات استندت إلى رسائل من مستخدمي وسائل التواصل الاجتماعي، واقترحوا أيضًا أن أول منشور حول هذا الموضوع تم في 21 سبتمبر من قبل كيفورك الماسيان الذي اُسْتُخْدِم بيانه بعد ذلك بإضافة صور عشوائية للمقاتلين السوريين كدليل. كما ذكرت مؤسسة تحليل بحر قزوين والبحر الأسود أنه حتى صورة الجندي المتوفى (سردار تميلي)، الذي توفي خلال عملية تركية في شمال العراق، اُسْتُخْدِمَت على أساس أنها لمرتزق في قره باغ. قال المؤرخ والباحث الأدبي الروسي بوريس سوكولوف في مقالته في صحيفة ذي داي تتخذ من كييف مقراً لها، إنه «لا يوجد دليل مقنع» على وجود المرتزقة السوريين.

## ردود دولية

### الدول التي تعرب عن تأييدهم الرسمي لأذربيجان
- تركيا
- باكستان
- جورجيا
- أوكرانيا
- مولدوفا
- ليبيا
- إسرائيل
- أفغانستان
- إيطاليا
- البوسنة والهرسك
- العراق
- كولومبيا

### الدول التي تعرب عن تأييدهم الرسمي لأرمينيا
- اليونان
- قبرص
- غواتيمالا
- فرنسا
- سوريا
- لبنان
- صربيا

### الدول التي تعلن موقفها الحيادي
- روسيا
- اليابان
- لاتفيا
- المملكة المتحدة
- الولايات المتحدة
- إيران
- كازاخستان
- ألمانيا

### المنظمات التي تعرب عن تأييدهم الرسمي لأذربيجان
- منظمة التعاون الإسلامي
- منظمة غوام للتطوير الديمقراطي والاقتصادي
- المجلس التركي

الأقاليم التي أعربت عن تأييدها لأرمينيا
- أبخازيا
- ترانسنيستريا
- أوسيتيا الجنوبية
- كتالونيا

## ملاحظة
1. ↑  أرجعتهم كلا من أذربيجان[10] وتركيا.[11]
2. ↑  نفت تركيا وأذربيجان أي تدخل تركي مباشر.[16]
3. ↑  زعمت أذربيجان ذلك,[19] وبعض المسؤولين العسكريين الأرمن[20] وهناك تقارير أفادت بأن روسيا زودت أرمينيا بالأسلحة عبر إيران.[21][22][23] وقد نفت إيران ذلك.[24][25]
4. ↑  في 18 يناير 2021 ، نشرت وزارة الدفاع في جمهورية أذربيجان قائمة تضم 2855 جنديًا قالت إنهم قُتلوا أثناء الحرب،[45] على الرغم من مقتل جندي واحد على الأقل بعد انتهاء النزاع،[46] مما يعني أن 2854 جنديًا قد قتلوا في الحرب.
5. ↑   • تشير إليه وسائل الإعلام المحلية في أرمينيا باسم العدوان الأذربيجاني ((بالأرمنية: ադրբեջանական ագրեսիա، رومنة: adrbejanakan agreˈsia), النطق الأرمني: [ɑdɾbɛdʒɑnɑˈkɑn ɑgˈɾɛsjɑ])[64][65] أو العدوان التركي-الأذربيجاني ((بالأرمنية: ադրբեջանա-թուրքական ագրեսիա، رومنة: adrbejana-t'urk'akan agreˈsia), النطق الأرمني: [ɑdɾbɛdʒɑnɑ-tʰuɾkʰɑkɑn ɑgˈɾɛsjɑ]).[66]
 • أما في أذربيجان فإنه يشار إليها بـ حرب كاراباخ الثانية ((بالأذرية: İkinci Qarabağ müharibəsi)),[67] أو الحرب الوطنية ((بالأذرية: Vətən müharibəsi)),[68][69] أو عملية فرض السلام على أرمينيا ((بالأذرية: Ermənistanı sülhə məcburetmə əməliyyatı)),[70] أو عملية الهجوم المضاد[71] ((بالأذرية: Əks-hücum əməliyyatı)) حسب الحكومة.
6. ↑  في نهاية الفترة السوفيتية، سجل إقليم ناغورنو كاراباخ المتمتع بالحكم الذاتي بأن سكانه هم  76,9٪ أرمن و 21,5٪ أذربيجانيين و 1,5٪ من مجموعات عرقية أخرى، بإجمالي 188685 شخصًا في تعداد 1989. وكان قد تم تسجيل المناطق المحيطة بها التي احتلتها جمهورية أرتساخ بعد وقف إطلاق النار سنة 1994 في تعداد 1979، حيث بلغ سكانها 97,7٪ أذر و 1,3٪ أكراد و 0,7٪ روس و 0,1٪ أرمن و 0,1٪ لزجين، ليصبح المجموع من 186.874 شخصًا. هذا لا يشمل سكان مقاطعة فضولي ومقاطعة آقدام، اللتين كانتا تحت سيطرة الأرمن جزئياً قبل حرب 2020.